# 烙印勇士
《烙印勇士》是日本漫畫家三浦建太郎創作的黑暗奇幻類型漫畫作品，故事背景為類似中世紀歐洲的幻想世界，描述傭兵凱茲的復仇之旅。三浦在1988年首次推出《烙印勇士》的前身，而系列作品則於次年開始在白泉社的雜誌《月刊アニマルハウス》連載，後改至《Young Animal》上刊載。2021年5月，作者三浦建太郎因急性主動脈剝離不幸逝世。2022年6月，出版商白泉社在考慮後宣布將重啟連載，由三浦創立的「STUDIO 我畫」接續繪製，並由三浦的好友、聽三浦述說過本作後續劇情與結尾的漫畫家森恒二監修故事。
截至2021年5月，《烙印勇士》漫畫總銷量超過五千萬冊，其黑暗的背景設定、故事情節、角色設計和細緻的畫面廣受好評。本作男主角凱茲在2021年度「Magademy Award（マガデミー賞）」獎項獲頒審查員特別賞。

## 概要
舞台為以中世紀歐洲為藍本的「劍與魔法世界」，描繪身背長度超越自身大劍的劍士格斯復仇之旅的黑暗幻想故事。書名「ベルセルク」來自北歐神話中的狂戰士（法文：berserk）。
作品中表現了光明與黑暗的強烈對比與扭曲，這也正是《烙印勇士》的最大魅力。把靈魂出賣給惡魔的古力菲斯作為黑暗的神之手，卻被稱為「光之鷹」，而與黑暗抗爭的凱茲，卻是人們被禁止提起的「黑色劍士」；喜愛性虐的宗教騎士團團長，喜愛孌童的總督大人，對女兒產生情欲的國王，這些表裡不一，黑白顛倒的人們，構成了書中形形色色的角色。
異於一般戰鬥系作品，《烙印勇士》漫畫最大最吸引人的特點是「強烈的湧來的感情」。在閱讀中，讀者將經歷洪水般排山倒海而來的憎惡、友愛、妒忌、痛苦、怨恨、嚮往、悲傷、執著與絕望。三浦建太郎創作的《烙印勇士》的世界，是一個典型的人性旋渦。與其說人被掌握在命運手中，不如說是被人類本身的情感所玩弄。欺騙、背叛、傷害，這些字眼，完完全全出自於人類為之自豪的感情。
《烙印勇士》架設於一個血統決定一切的社會裡。在那個地方，無所謂公正與公平。寄生在下層階級上的貴族，不斷以榮譽、服從、高貴、正統來抹殺下層人的存在。而在那種社會裡，出生平民的古力菲斯卻遠遠望著遠方的城堡，心中湧起無限的嚮往。對權力的嚮往，使得他走上了一條由殺戮鋪成的夢想之路。古力菲斯的野心與才能造就了鷹之團的盛名。他的夢想同時也吸引了無數也想達到那個城堡的人義無反顧地追隨著。
——在這個世界之上，人類的命運究竟是否由超越其上的某种力量或法則來掌控？神之手存在嗎？至少有一點，人类连控制自己意志的自由都没有。
1989年在《YOUNG ANIMAL》前身白泉社出版的月刊《月刊Animal House》十月號開始連載。烙印勇士畫風厚重陰暗，營造出黑暗的險惡氛圍，而動作場面節奏明快且充滿魄力。劇情以冒險與戰爭為主，隨著故事推展而逐漸披露出獨特的世界觀。書中有許多血腥殘忍的暴力場面，在許多國家地區因出版法規而有所刪改、或列為限制級，但仍廣受好評。2002年獲得第6屆手塚治虫文化賞的最佳漫畫獎。
20年以上的長期連載作品，屢次出現數個月停刊情況。作者三浦建太郎本人還發表過「死之前不知能否完成結局」的恐懼言論。此外，作者在《YOUNG ANIMAL》雜誌的卷末評語屢次敘述著有關自己對健康情況的不安，持續停載期間中也陷入在過勞的執筆工作。而作者本人于2021年5月6日因病不幸去世，本作仍未完结，可谓一语成谶。
在其他媒體的擴張上1997年改編為電視動畫，並曾推出電視遊戲與交換卡片遊戲。2010年公開製作新版動畫的消息。作為《Berserk Saga Project》的第1作，漫畫原作「黃金時代」篇將被製作成3部劇場動畫，其中首部劇場版動畫《烙印戰士 黃金時代篇I 霸王之卵》於2012年2月4日上映。

## 故事

### 黑色劍士（1-3卷）
本作的序章。手持長度超越自身的大劍、安裝大砲的義肢及各種不同武器，以尋找神之手為目標獨自開始旅程的格斯，途中認識妖精巴克，並在巴克單方跟隨下一同上路，對在不同地方威脅人類的使徒展開狩獵。

### 黃金時代（4-14卷）
時間回到序章前，描寫格斯在鷹之團成長的青春時代、「蝕」、到格斯開始復仇之旅為止。
自戰爭死去的母親屍體中誕生的格斯，被偶然路過的傭兵團撿起，在惡劣的環境下向養父學習劍術，從小就作為戰士在戰場上生存。一日，格斯因本能反抗意外殺死養父，無奈之下逃出傭兵團，成為徘徊於戰場周圍的流動合約僱傭兵。在一次城堡攻防戰，格斯擊殺一位著名騎士，開始受到「鷹之團」團長格里弗斯注意。
格里弗斯為招納格斯到自己麾下，兩人展開決鬥，格斯在決鬥中戰敗並加入鷹之團，三年後成為鷹之團衝鋒隊隊長。百年戰爭期間鷹之團受僱於米特蘭王國，對抗尤達王國，戰績傲人，用計巧勝多爾多雷攻略戰。多爾多雷攻略戰成為鷹之團的頂峰之戰。
百年戰爭結束後，鷹之團成為米特蘭御用部隊。格里弗斯命格斯除掉敵對皇儲，格斯在刺殺過程中卻誤殺年幼的皇儲之子，這令格斯悔恨不已。格斯見鷹之團已功成名就，格里弗斯建立王國的夢想亦盡在眼前，決定離開鷹之團，尋找自己生存的理由並想與格里弗斯成為對等的朋友，卻被格里弗斯拒絕，引發二人的決鬥，最終贏得決鬥的格斯退出鷹之團。
因為格斯退團開始自暴自棄的格里弗斯玷污了公主，被同樣垂涎女兒美色的鬼父國王發現後，一怒之下將格里弗斯監禁施以酷刑；國王接着調虎離山剿滅鷹之團，卡思嘉帶領僥倖逃生的成員展開流亡生活 。一年後，隱居的格斯回到鷹之團，得知格里弗斯的事情便出發拯救，歷經無數險阻後，最後在公主幫助下從監牢救出格里弗斯。然而無盡的酷刑將格里弗斯折磨到失去人形，在鷹之團裏成為需要照顧的負擔，而不再是當年引領千軍萬馬的領導者。甚至沒力氣自我了斷的格里弗斯，在絕望折磨下，用盡力氣駕駛馬車離開，卻依然懷有建立王國的夢想。
馬車跌入湖中，格里弗斯站起來，可能是意外也可能是宿命，格里弗斯從水中撿回了先前丟失的貝黑利特。鮮血染上貝黑利特，名為「蝕」的血祭開始了；此時鷹之團趕到湖邊找格里弗斯，可為時已晚，巨大的結界籠罩天空，四大神之手與形似妖怪的使徒們降臨，開始屠殺鷹之團。在獻祭鷹之團之後，格里弗斯涅槃重生，成為魔王費蒙特，是為第五位神之手，此時他已失去人類正常的情感。
使徒們猥褻了卡思嘉並控制住格斯，費蒙特帶着對格斯的恨與佔有欲，當著格斯的面強姦了卡思嘉；憤怒之下，格斯砍下被咬住的左臂，向費蒙特衝去，卻被費蒙特的屏障擋飛。此時，骷髏騎士前來救出被刻上惡魔烙印的卡思嘉和格斯，交給身在蝕圈之外而倖存的里基特。
卡思嘉在「蝕」的衝擊下喪失理智並失憶，格斯看着瘋癲的卡思嘉，精神也瀕臨崩潰，衝出高特（里基特師傅）的岩洞，奔向遠方，一次次跌倒爬起，來到一片原野並遭遇鬼魂。格斯用骷髏騎士的劍斬滅了鬼魂，然後長久佇立在原野上，眺望遠方烏雲中逐漸顯現的日出。
「如果那個時代是黃金時代，那後輩們應該會稱這個時代為黑暗時代吧.........」

### 斷罪篇（15-21卷）
回憶結束，時間回到序章之後。

#### 迷失的孩子們之章
使徒狩獵之旅開始2年後，在「霧之谷」附近捕獵惡靈的格斯，救下被盜賊襲擊的少女西璐，西璐卻在看到巴克之後失聲尖叫。經過了解，西璐的村莊遭到「霧之谷的妖精」多次襲擊，家畜和大人被殺害，孩子被綁架到霧之谷。烙印的疼痛讓格斯看穿妖精其實是使徒。格斯在狀況不好的情況下向霧之谷出發。

#### 縛鎖之章
按照默示錄預言的啟「暗之鷹」，法爾納塞帶領的聖鐵鎖騎士團訪問了西璐的村莊。在霧之谷看到堆積如山偽使徒死屍的慘狀的騎士團，把離開霧之谷的格斯當做暗之鷹打算包圍捕獲。

#### 誕生祭之章
全世界的人同時夢到蓋盡世界的黑暗被光之鷹切開。同時，逃出聖鐵鎖騎士團，感覺到危險迫近卡思嘉的格斯，返回高特的住處，卻發現卡思嘉失蹤。為了救回卡思嘉，與高特重新鍛打的劍和新武器一起，朝向在預言中聽到的「盲目的羊群聚集的聖地」斷罪塔出發。

### 鷹之千年帝國篇（22-35卷）

#### 聖魔戰記之章
在斷罪塔轉生的格里弗斯，帶領作為屬下的左德等使徒們組成新生鷹之團，對蹂躪米特蘭的庫夏發動了解放戰爭。另一方面格斯為了守護因高特的礦洞被破壞而失去安身之所的卡思嘉，以巴克的故鄉妖精鄉為目標出發。旅途中，和法爾納塞、塞爾彼高、伊斯多洛等一行人聯合上路。並且與靈樹之森魔女史爾基和其老師科羅拉相遇，在和他們一起與惡鬼作戰的時候，格斯再次體會到得到不可替代的同伴感覺。

#### 鷹都之章
格斯一行離開被新生鷹之團（妖魔兵）蹂躪的靈樹之森後，為獲得能開往妖精鄉的船，進入貿易城市巴利達尼斯。

### 幻造世界篇（36卷-42卷）

#### 妖精島之章
為尋回卡思嘉的記憶，格斯一行前往妖精島，尋找能夠進入他人心智並恢復其記憶的妖精王——花吹雪王。後來藉由進入卡思嘉的夢境，一行人已成功恢復卡思嘉絕大部分的記憶，但仍不清楚卡思嘉本人是否願意恢復。

## 登場人物

### 主要人物

#### 格斯（ガッツ／Guts）
- 聲優：神奈延年（少年時代 - 福島央俐音→三浦智子）／岩永洋昭（少年時代 - 井之上潤）

身高：204公分／體重：115公斤／年齡：24歲
本作的主人公。身材高大，渾身傷痕的黑眼黑髮劍士。於「蝕」事件失去了左臂和右眼。頸上被刻上「祭品烙印」，為向使徒及神之手復仇曾在各地流浪並不斷鍛鍊自己，現為保護卡思嘉而行動。
身穿全黑色的盔甲和披風，因而得名「黑色劍士」。身上持有多樣武器，如長度超越自身的厚重大劍「斬龍劍」，附有連弩、大炮的金屬義手，同時攜帶了飛刀、炸裂彈等暗器。身體素質（反射神經、動態視力）與洞察力等全般出色，擅長臨場判斷，有過人的戰鬥力，瘋狂戰鬥的樣子如同惡鬼。後來因使用「狂戰士鎧甲」產生味覺障礙、色覺異常、視野狹窄、部分頭髮白化等副作用。
討厭被人觸摸身體，若身邊沒有劍的話則會感到不安。對自己被魔化的「孩子」抱有敵意，看見他時會有嘔吐感，並一心只想消滅他。
在因戰爭死去的母親屍體中誕生，被路過的傭兵團拾起，從小便被迫在戰場上打滾。渴望得到養父甘俾諾的關愛，但其非但沒有給予格斯關懷，更把他賣給同僚雞姦（這成為了格斯不喜歡其他人接觸其身體的原因），於11歲時自衛誤殺甘俾諾，無奈之下獨自逃出傭兵團四處流浪。
流浪四年後與格里弗斯決鬥落敗，受邀加入鷹之團，因其出色的能力被任命為衝鋒隊隊長。在團中第一次找到真正的朋友和歸宿，其中與格里弗斯更有著擉一無二的牽絆。但是在即將達成格里弗斯的夢想之時，因欲成為與其對等的人而提出退團，在贏得和格里弗斯的「退團決鬥」後正式退出鷹之團。格斯對這三年於鷹之團的時光十分珍重，是謂人生中的黃金時代。後來寄居在高特鐵匠鋪，之後遊歷修行中以揮劍尋找自己的生存意義，及後於多次戰鬥結束後亦回到鐵匠鋪休養，可以說是格斯的歸屬之處。
退團過後一年，偶然間打聽到卡思嘉帶領的鷹之團淪為盜賊受討伐的消息，經過一番亂鬥後與卡思嘉重聚並確認彼此關係。其後聯合救出格里弗斯，後被捲進「蝕」之中，親眼看見同伴們單方面被屠殺，卡思嘉亦在自己眼前被魔化的格里弗斯－費蒙特侵犯。「蝕」中因爭扎失去左腕和右眼，側頸亦被刻上「祭品烙印」。最後鷹之團因成祭品奉獻而全滅，只得卡思嘉和格斯從「蝕」中僥倖逃出。雖然如此，卡思嘉因過度打擊而崩潰，智力倒退為嬰兒程度並記憶全失。她胎中和格斯的孩子則被魔化消失。在失去多樣重要之物後，格斯從沉重打擊中恢復鬥志並決心展開復仇之旅。
「蝕」後為專注復仇，對身邊的人與事漠不關心，另一方面他善良的本性亦令其持續卷入矛盾之中。旅途中為了達到目的，毫不在意作戰的後果，為所到之處帶來災難和混亂，因而被法皇廳通緝。雖然如此，經歷無數的戰鬥的格斯戰力更為精進，多次面對困境亦能化險為夷。旅途中其強大的能力與人格魅力吸引了不少新的同伴聚集，話雖如此，主要是因為要一邊照顧失智並敵視自己的卡思嘉，一邊應付戰鬥實在分身不暇及身心疲乏，才會讓其他人同行，格斯亦漸漸開始多加顧慮周圍的人事物。
因不斷使用「狂戰士鎧甲」的力量，無間斷的戰鬥使其心內好戰而危險的「黑暗野獸」逐漸強大，多次陷入重傷，敵我不分等困境，所幸有史爾基等同伴引領才能重拾理智。
據骷髏騎士所言，從死者生下的境遇，加上被格里弗斯刻上烙印等事，使其成為把世間道理置身事外的人。史爾基則認為，格斯身為人類之所以能夠使用斬龍劍並與使徒對戰，是因為其想法有實際增強的作用。
目前一行人已到達傳說中的「妖精鄉」並成功恢復卡思嘉的記憶。

#### 格里弗斯（グリフィス／Griffith）
- 聲優：森川智之（少年時代 - 高山南）／櫻井孝宏（少年時代 - 竹内絢子）

身高：178公分／體重：66公斤
鷹之團團長。格斯的最大宿敵，同時是曾經最好的朋友。
擁有銀藍色長髮，純白披風，外號「白鷹」的高貴騎士。愛用劍柄嵌入寶石鋒利的佩劍 。
外表、智略、劍技、膽色、民望、統率力等各方面皆高人一等，是謂稀世天才。擅藉高超的洞察力操縱人心。有著深不見底的冷酷無情，有時卻像小孩一樣的天真爛漫。有很強的支配慾，一但失去到手的東西，就會顯出強烈的貪戀。
平民出身，不明白世間和自身存在的意義，為追求「擁有自己的國家」的雄壯夢想組成傭兵團「鷹之團」。與傭兵時代的格斯相遇，將其擊敗並收歸麾下。由於其不敗戰功和擅用權謀術數，很快就從一個平民傭兵團長爬上米特蘭的貴族階級。百年戰爭結束後原定獲授予「白鳳將軍」地位。
因為自身過於傑出，有種找不到對等之人的孤獨感，此時格斯得知後欲成為能和自己「對等的人」而提出退團，本打算以決鬥改變格斯的心意，甚至不惜奪其性命，可是出乎意料地敗下來。
在失去格斯之後開始自暴自棄，更夜襲莎爾露特公主處所奪去其處女之身，因此遭到拘捕監禁。一年間被施以各種酷刑，導致多重殘廢，瘦弱地不成人形，永遠無法再握劍、行走、說話。怨恨格斯當初的離去，被救出時甚至以無力的手捏著格斯頸部。
在逃亡過程中看到格斯比一年前愈加強大，而自己卻形同廢人，只能躲在遠處被看守著無法作戰而感到憤恨。目睹本來崇拜自己的卡思嘉與格斯變得親蜜，趁她替自己包紮繃帶時打算強行親近卻無能為力。無意中得知格斯當初退團的因由，自己現在潦倒脆弱的模樣卻很諷刺，於是用盡全身力氣軀動馬車想逃往兒時一直嚮往的白色城堡。
從馬車摔下後打算利用樹尖自殺卻失敗之際，在命運的推動下尋回失去的霸王之卵，隨即發動「蝕」之血祭，獻祭鷹之團從而轉生成第五位神之手－費蒙特。被神之手們稱作「親族」和「眾所渴望的福王」，是順應因果選出、被偉大之神指定的「皇子」。
實際上唯獨格斯一人使自己忘記夢想，做出不理性的行為（支援格斯抵抗左德、夜襲公主處所），在經歷囚禁拷打後才了解到自己一早擁有這種對等的友情。
通過千年一次的受肉儀式，從完美世界之卵中重生於現世。重生的格里弗斯於卵內與瀕死的幼魔融合，當重遇格斯時，因嬰兒對父親的思念使得格里弗斯原本凍結了的血液流動，形如還有絲微人類的情感。
在魔力最強大、妖魔幽界存在最活躍的滿月之夜，無意識下會化作黑色長髮裸身小孩出現在格斯及卡思嘉面前，經歷如夢似幻般的親子時光。夢醒後會忘卻這段溫暖記憶，感受到的些微寂廖感稍縱即逝。
受肉之身能夠召喚死者靈魂、隔空彈開弓箭，亦因為其神之手的身份能讓使徒半強迫地聽從命令。在滿月之夜在妖精島上藉小孩之驅化回真身，將格斯揮下的劍停滯在半空、甚至能讓劍擊揮斬穿透自身免受傷害。

### 格斯一行
格斯（ガッツ／Guts）
參見主要人物
巴克（パック／Puck）
- 聲優：渕崎有里子／水原薫

身高：15公分／體重：20公克
妖精鄉出身的妖精少年。風之精靈的羽精。因為厭煩妖精鄉平靜的生活決定外出流浪。某日身處的旅行劇團造到襲擊，從而被盜賊捕獲並當作人肉標靶，被路過的凱茲所救並跟隨他一起行動。
個性活潑好奇，最初被格斯冷淡對待，後來因多次協助格斯而被認可為同伴。把格斯的右腰包當做住處。對別人的憎惡和恐怖等的負面情感有強烈反應，也能探索人們的心靈。此外，翅膀的鱗粉有強力的治癒作用，好幾次治癒滿身創傷的格斯。
基本上無戰鬥能力，不過可使出猶如閃光彈的「巴克火花」干擾敵人視力。自稱「妖精次元流7段」使用栗子製的「妖刀針球」作攻擊。跟伊斯多洛不時做出引人發笑的事，並自稱是伊斯多洛的師傅，偶爾會以栗子二頭身形態出現。角色扮演的水準相當高。在到達靈樹之館前一直以為自己是栗子精靈，身為妖精，意外地對一族的事非常不了解。
卡思嘉（キャスカ／Casca）
身高：165公分／體重：50公斤／年齡：24歲
- 聲優：宮村優子／行成とあ

女性劍士，鷹之團的千人長。褐色皮膚黑髮。鷹之團的一點紅，有如副團長的存在。長劍技術只比不上格斯和格里弗斯，為鷹之團的No.3。
入團前是貧農家的六兄弟姊妹中最小的女兒。12歲時，為減少家中負擔被賣到貴族中，在快要被侵犯之際，被正好在場的格里弗斯拯救，之後主動要求加入鷹之團，想著靠近崇拜和信賴的格里弗斯。
最初對於格里弗斯頭一次如此重視某個人而嫉妒格斯並與他發生多次碰撞。後來格斯多次以身犯險拯救自己，因而對他態度軟化，互相吐露內心說話，之後二人逐漸變得親近。
格斯退出鷹之團後，在格里弗斯被抓以及全員被驅逐出米特蘭王國的時候作為團長代理繼續領導鷹之團流亡。1年後，與格斯再次團聚，意識到自己已經無法達成夢想－以「女子」或「劍」的身份待在格里弗斯身邊，打算跳崖尋死卻被格斯所救，怨恨、悲傷、憐愛、思念各種情感交雜，最後與格斯發生男女關係，也讓格斯走出童年陰影，心靈互相得到契合。
原本打算在救出格里弗斯後跟隨格斯離開，但看到有恩於己的格里弗斯無法自理生活後決意留下。隨即遭遇「蝕之刻」，隊友們相繼被使徒殺害，自己於格斯眼前遭轉生的格里弗斯－費蒙特所侵犯導致精神崩潰，造成記憶喪失，同時神智退化到和嬰兒一樣。唯一記得的只有與格斯的孩子。記憶和學習能力全無，只會發出無意義的單字。像幼兒一樣無考慮狀況隨便行動失蹤過數次。唯保有一定程度的運動能力，能於峭壁上跳躍至地面，也曾於失智狀態下同時殺死3個打算強姦她的盜賊。祭品烙印被刻在左胸上方。
2年間都寄住在高特的地坑中，卻和艾莉加出門摘樹果時失蹤。其後於判罪之塔附近徘徊，受妓女露加悉心照顧並稱作「愛倫」，後於邪教集會中差點遇險，又險被法王當作魔女接受火刑，幸幾度獲幼魔孩子及時救助。被格斯救出之後同行。被因心身疲勞而一時發狂的格斯傷害之後，便開始對其顯露戒心和敵意。
非常親近照顧她的法爾納塞，向妖精鄉的旅行時，穿著被史爾基託付的銀鎖子甲和巡禮服。
經妖精王，以及法爾納塞與史爾基的協助下，現已取回意識與部分記憶，亦保有失智時的記憶。惟每當回想起「蝕之刻」的慘痛經歷，創傷後壓力症就會發作，無法與格斯正常相處。對應著骷髏騎士對格斯的忠告：「你的願望不一定是她的願望」，指卡思嘉未必希望尋回記憶回想到「蝕之刻」的慘況。
法爾納塞（ファルネーゼ／Farnese）
- 聲優：後藤邑子／日笠陽子

身高：162公分／體重：48公斤／年齡：19歲
原聖鐵鎖騎士團團長。大富豪名門貴族瓦提米奧家四兄弟姊妹中最小的女兒。從小便擁有相當的物質生活，但得不到父母的愛，在深夜的庭園一邊大笑一邊徘徊，被屋前的火刑吸引，以燒死小動物和抑鬱度過幼年期。長大之後自私脫序的舉止沒有減少，16歲的時候被父親要求結婚的時候，精神錯亂的她把大屋燒毀。自此事起不被父親接受，被他人叫作在「瓦提米奧的鬼子」。
之後，由大屋進入在修道院。坐上法皇廳大審院的末席，就任為聖鐵鎖騎士團團長。試圖以真誠的信仰心切斷自我薄弱的意志，不願面對內心的空虛，使思維方式只依照教條行事，手段殘暴，常用酷刑折磨犯人，對於消滅邪教徒相當執著。自身不具備任何武力，在騎士團只是掛名，平素事務都交由副團長處理。內心認為自己是污穢的存在，而且有相當程度的自虐傾向。
遇見了信仰中被視為異端的格斯而得知魔的世界。多番目睹格斯只憑一己之力對抗黑暗而認清自身的無力，重新明白到家族名聲跟信仰根本不具備任何力量，為尋求真理和處世之道放棄僧藉還俗，並且對格斯提出同行，隨即自行將頭髮剪短以示決心。對格斯抱有好感。
當初為一行的累贅，在旅程中從以往的死板頑固變得柔和謹慎，亦開始擁有保護他人的想法。作為照顧卡思嘉的輔助角色，為了保護比自己還脆弱的卡思嘉奮不顧身面對獸鬼。在戰鬥中深切體認到自己的渺小，後被史爾基的魔術感動，拜她為老師認真學習各種輔助魔術。很重視這個團隊，甚至願意以自己的婚姻權作交換借用船隻予格斯一行，對自己亦過於妄自菲薄，事實上排除最初的疏忽，確實有做好一個保姆的工作。
擁有遠超常人的魔術天賦，能夠發動具相當規模的四方之陣，也偕同史爾基於「記憶迴廊」裡尋回卡思嘉的記憶，現已成為重要的戰力。被妖精島的眾魔法學生驚嘆成年後才學習魔術、無需依賴法杖及畫下魔法陣、只學習了魔術三個月就能發動一般需學習1至3年的四方之陣簡直是難以置信的事。
塞爾彼高（セルピコ／Serpico）
- 聲優：水島大宙／興津和幸（少年時代 - Lynn）

身高：175公分／體重：63公斤／年齡：20歲
法爾納塞的侍從，原聖鐵鎖騎士團徽章官，被認為是裙帶關係才有職位而不被團員看重。班迪美奧和侍女的私生子，法爾納塞的同父異母哥哥，不過她不知道這個事實。獨自照顧在茅屋的病母不斷強調他是貴族後代的事實，心中討厭打算教育自己為貴族的母親。在雪中倒下時被法爾納塞撿回家，在瓦提米奧家作為僕人工作，少年期主要和法爾納塞一起，被迫做無理的事。當家班迪美奧看到母親給的項鍊後才發現他是自己的生父、以及和法爾納塞是同父異母兄妹的事實。班迪美奧提出只要塞爾彼高不對他人暴露此事就授予他爵位。某日，疏遠的母親被法爾納塞當作邪教徒逮捕示眾，法爾納塞為掩護塞爾彼高的家世，半強迫地要求他親自為母親的火刑點火。從此事後對火變得有排斥反應。
從屬於聖鐵鎖騎士團時因為身居徽章官的工作，所以詳細精通各國的徽章、世情、政治、國家間的力量對比。擅長家務。韜晦之計為其處世之道，在有殺氣時表情會驟變。不只劍術高明，擅長巧妙利用地形、環境優勢讓敵人無法發揮所長，幾度讓格斯陷入苦戰。
隨著法爾納塞的意向退出騎士團加入格斯一行，但對格斯依然抱有戒心，明確表示如果法爾納塞死亡就會殺死帶頭的格斯。十分警惕穿上狂戰士鎧甲後的格斯，因幸有史爾基幾度喚醒狂暴化的格斯的意識而態度軟化。當格斯一行前來瓦提米奧家尋回突然離隊的法爾納塞時，意圖阻止而與格斯單挑對決卻落敗。
於靈樹之館獲魔女芙羅拉贈予絲露菲之劍、斗篷，受風元素靈親近，讓他能夠像風一樣自由跳躍甚至飛行一小段距離，也能揮出風刃撕裂目標。
艾桑（アザン／Azan）
- 聲優：安元洋貴（動畫第2作）

身高：157公分／體重：95公斤／年齡：46歲
原聖鐵鎖騎士團副團長，外號「鐵棍鬼艾桑」，團員眼中的真正指揮官。擁有騎士道精神，身強力壯的戇直戰士。能自由並快速地使用大鐵棍，攻擊強而有力準確度高，能讓受傷的格斯陷入苦戰。身為副團長時全力輔助團長，在部下間人望相當高，可謂騎士團實際的中心戰力。一直保持作為僧侶的身分，雖然是壯年但依然是獨身。
過去曾為庇護一個受傷老人過橋，隻身抵擋約百人的騎兵隊，從而得到「橋之騎士」的外號。（格斯稱其他人都笑說「若把老人扶到橋頭不是便沒事嗎」）
怨靈爆發時在斷罪之塔附近率領騎士團勢死保衛民眾。庫夏國軍來襲時於木艇正睡得香甜，被格斯一行坐上木艇並帶上海馬號前往妖精島。雖因斷罪塔事件而被逐出法王廳一事太丟臉而說不出口，但塞爾彼高老早認出戴上頭盔的他。
伊斯多洛（イシドロ／Isidro）
- 聲優：吉野裕行／下野紘

身高：130公分／體重：42公斤／年齡：14歲
性格魯莽卻有勇氣的不良少年。原本獨自過著小偷小摸的生活，並以成為最強劍士而四處闖蕩。非常憧憬鷹之團的衝鋒隊隊長(然而本人卻不知其實為凱茲)，從而為行劍之道離鄉別井。善於投擲物件(石頭)。名字日文諧音剛好是「石頭」與「小偷」組成。雖則擁有百發百中的投石技巧，但認為不夠酷所以不太想使出來。
被格斯從一群強盜包圍中救下。見識到格斯的強大，為了偷學其劍技而選擇同行。為賣格斯人情，決定幫忙尋找卡思嘉。
動作輕盈靈活，使用短劍配以魔法小刀作戰的二刀流劍法，連格斯也另眼相看。平時讓格斯與自己訓練劍技，也得到巴克的作戰指導。
性格輕浮好色，不願承認史爾基的強大，經常作弄她，打算跟法爾納塞及卡思嘉一起洗澡卻被趕擊退。常常跟巴克一起搞熱氣氛。到了妖精島後與淘氣的羽精們一起戲弄魔女學徒們。
史爾基（シールケ／Schierke）
- 聲優：尤加奈／斎藤千和

身高：120公分／體重：31公斤／年齡：13歲
在靈樹之館的魔女芙羅拉下修行，瘦小的魔女學徒。過去討厭現世的人類，對他們把救人的魔女及精靈趕跑感到憤怒。
依照老師的提示決定跟隨格斯一行。在與格斯相處一段時間之後產生了戀慕之情。
能從幽界喚出力量強大的精靈，但同時會有被反蝕同化的風險。除強力的魔法外，亦能使用咒物，法術結界、小動物的憑依、避邪護符、頭髮的火箭、心靈感應等多方面作出支援。使用強力魔法時意識會從身體離開，從而進入無防備狀態。此時身邊需要護衛與結界保護，否則便有很大的風險。
對付庫夏妖獸兵團時，光體依附在狂暴化的格斯的精神意識裡，雙方能夠溝通。每當格斯使用鎧甲力量時也會化作光體依附於其身上，免得格斯因狂戰士鎧甲的憎惡而失去自我。
與法爾納塞一起透過「夢之迴廊」成功恢復卡思嘉的心智記憶。
依巴蕾拉（イバレラ／Ivalera)
- 聲優：田村由香里／新井里美

身高：17公分／體重：18公克
史爾基的隨從妖精少女。同派克一樣都是羽精，講話非常直接，很照顧史爾基。羽毛的鱗粉有強力的治癒作用。喜歡戀愛八掛。
馬尼菲高（マニフィコ／Manifico）
身高：174公分／體重：69公斤／年齡：28歲
瓦提米奧家的三男。法爾納塞的哥哥，同時為諾迪尼的朋友。是個個性頗為懦弱的人。
諾迪尼（ロデリック／Roderick）
身高：188公分／體重：77公斤／年齡：27歲
隸屬法王廳教圈海洋國伊蘇的第3王位繼承人。目光遠大，與國內保守派不同。同時是隸屬海軍，船頭船首像為馬頭的加利恩帆船「海馬號」船長，因擅長海上作戰而有「海王子」之稱。有相當高的領導能力，只用海馬號就能擊退尤達5艘戰艦。
平易近人。面對魔獸毫不畏懼。
馬尼菲高的舊識，與法爾納塞有婚約。
依斯瑪（イスマ／Isma）
身高：152公分／體重：44公斤／年齡：15歲
居住在海神之島的人魚少女。個性天真，對外來的世界充滿憧憬，對伊斯多洛的旅途相當感興趣。儘管受到村民的排儕，其開朗的個性讓她能以笑面對初次見面的伊斯多洛等人，海神來襲時還會擔心小時候欺負自己的壞小孩。自認身材不俗，不介意裸露。
在危急之際得到母親的守護，透過呼喚「真名」變身成人魚，拯救伊斯多洛。人魚狀態能在水中呼吸，快速游泳，以歌聲的碰撞限制敵人。

### 新生鷹之團
格里弗斯(Griffith)
參見主要人物
左德(Zodd)
身高：220公分（使徒時350公分）／體重：165公斤（使徒時1001公斤）
新生鷹之團幹部之一，使徒中的戰鬥狂，興趣為與強者戰鬥的「求道者」，不以蹂躝弱者為樂。個性豪邁卻不會沉溺於個人欲望而放棄大局。久戰沙場多達300餘年，得名「不死的左德」。在傭兵界為神話般的存在。
人類形態是有極為健壯體格的大漢，慣用大刀和戰斧。使徒形態為有公牛的角和後腿、獅子的頭和前腿、可飛行的蝙蝠翅膀、全身覆蓋黑色獸毛的長尾巨獸。原本有著1對角,不過回憶戰場殺戮時被「光之鷹」切掉左角後，僅存的右角開始肥大化。
在某次攻城與鷹之團交戰，把格斯與格里弗斯壓倒，對格里弗斯所持有的「霸王之卵」徹底了解，留下對格斯的死亡預言之後飛去。之後，在作為盜賊被追趕的鷹之團混戰中闖入，因為對降魔之儀(左德說「只有紊亂，愚蠢，吵鬧。」)不感興趣而在外邊待命。
在眾使徒中也是屈指可數的強大。和骷髏騎士互相認為對方是自己的宿敵，對利欲熏心的同種會不留情面地制裁。現為殲滅「鷹」的敵對者活動著。
勞古斯(Locus)
身高：200公分（使徒時300公分，包含馬匹）／體重：110公斤（使徒時520公斤，包含馬匹）
新生鷹之團幹部之一，外號「月光騎士」的戰魔槍騎兵隊隊長。傳說中的英雄，從不效忠事奉任何主人，亦未嘗一敗，四處游歷。凡是騎士的孩子都聽過其英勇故事。
現跟隨轉生的格里弗斯。人類形態大多身披有新月裝飾的盔甲，手執長槍作戰，使徒形態為具金屬光澤的裝甲人馬。在團中負責訓練新兵和指揮戰魔槍騎兵隊。
對格里弗斯十分忠誠，對於掌摑了格里弗斯並拒絕其邀請的里基特感到憤怒。
古倫貝路多(Grunberd)
身高：270公分（使徒時600公分）／體重：308公斤（使徒時1644公斤）
新生鷹之團幹部之一，外號「火炎巨龍」。承繼北方民族特有的深紅頭髮，在尤達帝國入侵的時候以三千士兵堅守邊境十年，後來被傳戰死了，其實是轉生為使徒。對身為武者感到自豪且注重武德，期待能夠跟值得賭上性命的強敵交手，輕蔑毫無交手價值的敵人。自認是不喜歡的說笑的人。
人類形態時就有超出一般使徒的臂力，使用巨大刃槌和內置大炮的盾，模仿龍的盔甲。使徒形態為身坡紅寶石結晶鎧甲的巨大龍人，可以從口放出高熱火焰。對左德使用自謙詞。對格里弗斯宣誓絕對效忠。
阿巴英(Irvine)
身高：175公分（使徒時531公分，從野獸鼻尖到尾巴末端）／體重：63公斤（使徒時446公斤）
新生鷹之團幹部之一。魔弓手。享受孤獨的獵人。在投奔格里弗斯前一度在森林中漫無目的地狩獵。閒時會彈奏樂器。
沉默寡言，但作為新鷹之團一員具強烈的責任感，替同伴著想，尤其關心索妮亞，考慮到她傷心的心情，還會體貼地彈奏輕柔樂曲。
人型時以超過常人身高的巨弓作武器，遠距離射擊也能百發百中，一次還能發射多枝箭。使徒形態為上半身人型獸臉，下半身狼型並頭部長有角的獨眼魔獸。
拉克沙斯(Rakshas)
新生鷹之團的一名成員。又名「夜魔」。其身份不明，僅知為巴基拉卡一族的被放逐者，初登場時戴著畫上3眼的奇怪面具、並以黑色斗篷覆蓋全身。
因為「想把格里弗斯美麗的頭顱據為己有」而成為其護衛。主要工作是掃蕩和攪亂敵人的殘兵和偵察兵。
能消去氣息，有輕易擋開達巴沙猛攻的體術能力。伸縮自如，臉的位置都能隨意移動。潛伏於黑暗中，使用吹箭等。具備追蹤對手的飛行能力。
索妮亞(Sonia)
身高：140公分／體重：42公斤／年齡：15歲
新生鷹之團幹部之一。作為「鷹之巫女」輔助格里弗斯的少女。原為庫夏軍挾持的米特蘭俘虜。有千里眼、心靈感應 、等先知 能力。對格里弗斯有戀慕之情，因而對莎爾露特抱有敵意。
有漂亮的容貌和纖細的身體。個性開朗直率，可以和狂暴的戰魔兵對等交流，從容應對人的死亡。不關心一般世俗倫理、也不被善惡等規範束縛，經常做出沒常識令人擔心的言行。與史爾基意氣投合，欲邀請後者同行但遭婉拒。在與庫夏的決戰中發揮關鍵作用，使得人類與使徒不顧身份共同合作。
苗路(Mule)
身高：150公分／體重：48公斤／年齡：17歲
全名苗路・禾夫拉姆，米特蘭南方領土盧米阿斯的年輕領主。劍術出色，正義凜然，為保護人民與庫夏軍作戰，兵敗之際得到新生鷹之團的援助，自此便追隨格里弗斯。現為索妮亞的護衛，時常被她脫節的舉動所困擾。和伊斯多洛關係不好。

### 神之手
波伊得(Void)
神之手中主導者的存在，也被叫作「天使長」。有著露出肥大化腦髓的頭部、無耳、下半臉沒有皮膚、鼻腔、牙齦、下巴直接外露、眼皮用線縫合的奇怪外貌。
擁有空間扭曲的能力，把骷髏騎士的喚水劍斬穿越空間直接還給他。
與骷髏騎士有過節。疑為千年前被加爾塞力克囚禁的賢者。
康拉達(Conrad)
像有甲蟲背的畸形胎兒的神之手。與丘比克對比鮮明，神之手當中最沉默寡言，特徵為厚顏無恥的笑聲。出現在現身時曾透過傳播疾病的骯髒老鼠來組成形體。
尤比克(Ubik)
代替眼球填擠像眼鏡一樣的東西身軀短小的神之手。在空中跳來跳去，相當健談。
能夠開啟時空間，呈現過去或意識界的真相，以此迷惑對手。
絲蘭(Slan)
又名胎海的娼姬，有著妖艷肢體和四隻蝙蝠翼的美女神之手。對從「蝕」活下來還不斷試圖反抗的格斯很感興趣，透過獸鬼的臟器作為媒介現身媚惑格斯。稱骷髏騎士為「國王大人」。
以巨大的翅膀捕捉目標，進行攻擊或防禦。
費蒙特(Femto)
又名漆黑之翼，「白鷹」格里弗斯在殘廢時通過霸王之卵召喚「蝕」，並祭獻了舊鷹之團（格斯與卡思嘉逃脱，里基特當時在場外未被吞噬）而得到的新形態，五位神之手之中最後出現的一位。
擁有操縱空間的能力，只用眼神就能彈飛格斯、將其火炮擋下，透過手的動作就能將遠方目標捏碎，也能扭曲空間避開骷髏騎士的斬擊。

### 使徒
盜賊團首領
帶領主要根據地為高加城的盜賊，要脅領主提供人質作餌。喜歡食人肉和虐殺，性格殘酷。人類形態時身著怪蛇形狀的鎧甲，使用半月斧作為武器。使徒形態為有手和腳的眼鏡蛇使徒。同狩獵使徒的格斯作戰，軀體被斬龍劍切開，上身被打入大量的箭後燒死。被居民目擊在「蝕」的時候奔向森林。
伯爵
以捕捉邪教徒的名義處決其他人，吃人肉的地方領主。有一個叫迪莉茜亞的愛女。人類形態的特徵是好像脂肪塊的肥胖體型。原本是體格健壯，以領民的利益為優先對外敵冷酷無情勇敢且精悍的騎士和名君。然而，當知道妻子作為邪教徒的事實後，在情緒驅使下把在場的邪教徒信全部殺光,本想把妻子的都殺死，但因為對妻子的愛殺不下手，絕望的伯爵打算自殺。想不到因此使在場的貝黑萊特召喚出神之手。伯爵奉獻自己的妻子作為供品轉生為使徒。
使徒形態是巨大的蛞蝓狀。可以把一部分的身體寄生在其他人身上讓其成為自己的使役。與格斯展開死鬥本來追逼著他，但途中格斯把出現的迪莉茜亞當作人質，敗於格斯接近瀕死。頑強生命下，再次召喚神之手。神之手要求其把女兒迪莉茜亞作為活祭品，本打算接受但看見女兒之後自動放棄，把因果律的線切斷，之後伯爵被拖入虛無。在作品中兩度召喚神之手的只有他。
「蝕」的前夜祭中與洛絲連共同襲擊里基特帶領的鷹之團留守隊、「蝕」的時候吸吃比賓遺骸的使徒也有他。
索特(Zodd)
參見新生鷹之團
華阿爾德(Wyald)
參見米特蘭王國
洛希奴(Rosine)
生活在「霧之谷」的使徒。人類形態為斑髮少女。使徒形態分成兩個段階，第一段階時眼睛會變成複眼，頭髮變成巨大的蛾翼，在背上長出類似蜜蜂腹部的物體，第二階段就變成巨蛾。飛行能力高，巨蛾的時候可做出超音速飛行。
人類時代時好似西璐姐姐的存在，不時想像著自己變成妖精的少女，由於她的母親在戰爭時被人侵犯所以其父親一直不相信她是自己的女兒，對家庭感到絕望的她和所持的貝黑萊特呼應，把父母當作犧牲轉世為使徒。之後，為在霧之谷建議理想的樂園綁架村莊的孩子，在繭中讓蜂作為基調把孩子變做妖精，同時把大人變做昆蟲型的偽使徒。
和破壞自己樂園的格斯展開死鬥，變為巨蛾子高速飛行，高速飛行時不斷產生超音速的衝擊波使斬龍劍不能正確的攻擊，不過一時大意的間隙被大炮打中，最後被斬龍劍把身體切開兩邊，在半死不活的情況下飛行途中力量用盡絕命。
「蝕」的前夜祭中與伯爵共同襲擊里基特帶領的鷹之團留守隊。
完美世界之卵
原為無名無姓，生無意義的普通人類。自打出生便於垃圾堆中生活，某日拾到貝黑萊特。因害怕其他人而在斷罪塔底附近苟延殘喘，這個就是自己的「世界」。然而不久該地卻成為了挎問人的棄屍地。在被積累屍體的重量壓扁之際召喚了五位天使，並表示希望創造出「完美的世界」，因而奉獻了「世界」本身。自身亦變為孕育新世界的搖籃，化為如同貝黑萊特的卵形怪物，實體的殼透光時可看見脊髓和肋骨，舌頭上有祭品烙印。「住處」有無數的屍體和蠟燭、用僧侶的皮和骨製作的神像。
可快速活動，有在塔的牆面往上跑的足力。附針的觸器有「賦予希望」的能力，山羊頭男人、摩滋古斯與其弟子都籍此能力變成偽使徒。
成為使徒後受骷髏騎士追殺負傷，過程中擄走露加到自己的住處，透露出人們為求生避死，為掩飾痛苦與恐怖而建立起邪教並熱衷於恐怖的獵巫祭典，對虛假扭曲的秩序感到安寧。在這個醜陋的世界中，注意到露加與連娜，二人關係儼如火把會映照出在黑暗裡隱藏的醜陋，然而連娜卻不得不依賴露加這個火把，如同自己和人們一般討厭這個世界，卻無法離開那個光明，希望在最後能找個人將這一切說出。
臨終前打算爬到塔頂俯視「世界」的崩壞，感嘆如果生前能遇摩滋古斯，也許會過著另一種人生，但在最後已經對一直瞧不起自己、讓自己仰望的「世界」沒有留戀。攀爬中途把瀕死的幼魔嚥下打算給予其憐憫的慈悲，孵化出等同願望的完美世界的格里弗斯，感到很滿意後安祥消失。
摩滋古斯(Mozgus)
參見法王廳
古倫貝路多(Grunberd)
參見新生鷹之團
加歷西迦(Ganiska)
參見庫夏帝國
洛克斯(Locus)
阿巴英(Irvine)
拉克沙斯(Rakshas)
參見新生鷹之團

### 鷹之團
格里弗斯（グリフィス／Griffith）
參見新生鷹之團
格斯(Guts)
卡思嘉(Casca)
參見格斯一行
捷度(Judeau)
身高：166公分／體重：61公斤／年齡：19歲
鷹之團幹部之一，同時為千人長。機警多才，鷹之團中作為參謀一般的存在，負責偵查。可以很熟練地兩手同時使用名為Cutlass的短彎刀，飛刀的技術都是百發百中。格斯說過其飛刀技術是由捷度身上學到的。暗戀卡思嘉，在救出格里弗斯後，曾勸格斯將卡思嘉一同帶走，以免其受到傷害。在「蝕」時為保護卡思嘉而被使徒殺死，臨終前仍未對卡思嘉表白。
比賓(Pippin)
身高：190公分／體重：133公斤
鷹之團幹部之一，同時為千人長。鷹之團首屈一指的巨漢，有著使人想到蒙古人的容貌和髮型。充滿同情心，但沉默寡言。愛使用球式狼牙棒和戰鎚。以前在礦山工作，相關知識在拯救格里弗斯時，救助了一行的生命。在「蝕」時，為保護捷度和卡思嘉落在多個使徒手中。
哥爾卡斯(Corcus)
身高：173公分／體重：66公斤／年齡：20歲
鷹之團幹部之一，同時為千人長。以往為一個約10人的盜賊團團長，敗給格里弗斯後，隨即加入鷹之團旗下。
單方面地討厭格斯，他兩性格相合也最壞，經常互相頂撞。曾打輸入團前的格斯，打算在格里弗斯和格斯兩人之間的對戰中偷襲格斯。由結果上反倒創造了格斯入團的契機。
性格卑劣，好財好色，為現實主義者。討厭夢想和理想，所以對能實現脫離低下階層理想的格里弗斯特別重視，到最後得到格斯的認同。
「蝕」的時候被女性型的使徒殺死。該使徒在故事的首回被格斯射死了。
加斯頓(Gaston)
格斯的部下，鷹之團衝鋒隊副隊長。重人情味，鷹之團衝鋒隊最初的隊員，比起格里弗斯更嚮往和尊重格斯。百年戰爭結束後，如願開了一間裁縫店，但在了解鷹之團的問題後回歸。在「蝕」混亂之際向格斯敘說心中的想法，後被使徒襲擊，最後在格斯面前斷氣。
里基特(Rickert)
身高：159公分／體重：49公斤／年齡：18歲
鷹之團幹部之一，同時為千人長，負責後勤，製造弓及照顧傷患。身材細小的童顏少年。個性溫柔又堅強。因尊敬及嚮往格里弗斯而加入鷹之團，在鷹之團還是山賊時期就是元老級成員。發動奇襲撒退時來不及逃離被格斯所救，自此很敬重格斯。
因為救助格里弗斯時受傷，作為留守隊留在營地。受到使徒襲擊時，被骷髏騎士所救。在鷹之團留守隊中唯一在「蝕」之後倖存下來。因為這時目擊過樣貌和妖精相似的使徒，所以對巴克有著些少恐懼。
鷹之團全滅後成為鐵匠高特的弟子。格斯的義手砲和炸裂彈便是出自其手。高特死後，繼承鐵匠鋪成為了鐵匠，目前與艾莉加一起生活。為悼念死去的同伴在山丘上立下劍碑。
在從格斯口中得知「蝕」的真相後，不僅拒絕加入格里弗斯的新生鷹之團，還掌摑了他一耳光。

### 米特蘭王國
米特蘭國王
身高：173公分／體重：70公斤／年齡：53歲
本名不詳。統治米特蘭王國的國王。是被家臣和領地人民稱呼「尊嚴王」的明君。重用平民出身的格里弗斯及其建立的鷹之團。經常深感責任重大，認為明君即是「好人」的想法保存至今。
對女兒的愛超越父愛，在侍女的告密下得知格里弗斯姦淫自己女兒的事，對他強烈憎惡，命令人對其作非一般的拷問。之後更失去理性打算強姦莎爾露特，不過莎爾露特強烈拒絕，自此在絕望中失去了心和靈魂。臨終前在欲見女兒一面而不得的境地下病死。
莎爾露特(Charlotte)
身高：162公分／體重：50公斤／年齡：20歲
米特蘭公主和第1王位繼承人。正是人們說的深閨公主，羞怯，不會應付社交。備受國愛所寵愛，一切聽命行事變得毫無主見。年幼喪母，國父忙於國政，因此很少接受王家教導，有點缺乏作為王室成員的自覺。相當討厭過於牽掛自己的父親。
被格里弗斯吸引由牽掛變得愛慕，在父親不知的情況下和格里弗斯在宮中幽會。會為愛人而變得剛強，作內應協助鷹之團救援格里弗斯，更主動提議可以作人質。
被庫夏帝國幽禁時首次練習刺繡，有不少刺有格里弗斯模樣的作品，亦善於製作餅乾點心、花茶，充分展現其適合手工藝方面的個性。
任命格里弗斯為正規軍總司令，將流亡各地的米特蘭貴族再次集合起來。邀請法王為她與格里弗斯主持婚禮。
安娜(Anna)
莎爾露特的侍女。總是擔心公主和跟隨她，是莎爾露特唯一容許入室的人。與莎爾露特一起在營救格里弗斯中出了不少力。教導莎爾露特製作糕點。
米特蘭王妃
前王妃去世後國王的妻子。名門貴族出身，莎爾露特的繼母。因未獲得國王的寵愛，為了安慰空閨便與王弟尤里斯私通。從霍斯口中得知格里弗斯是暗殺尤里斯的犯人，她對格里弗斯開始由蔑視轉為憤怒，便暗中聯絡霍斯等守舊派貴族重臣，伺機在鷹之團凱旋而歸的晚宴上用毒酒暗殺格里弗斯。可是被格里弗斯識破計劃並脅迫霍斯充當臥底，最後和其他謀劃暗殺的重臣一起被困塔中燒死。
前王妃
國王的前妻。被認為是國王唯一愛的人。莎爾露特的生母，在肖像畫中的樣子和莎爾露特酷似。遺物是上帝之石(天然磁鐵)做的護身符。
尤里斯(Julius)
國王的弟弟和第2王位繼承人。米特蘭王國二大騎士團之一的白龍騎士團團長外號「白龍將軍」。王妃的愛人。為了要軟弱的兒子阿特尼斯成為接班人而嚴厲地對待他。貴族主義者對「平民出身的暴發戶」格里弗斯相當反感，嫉妒在國王身邊評價比自己高的格里弗斯，對格里弗斯近日與自己有一樣的地位的事態危懼。在霍斯挑唆下計劃暗殺格里弗斯但失敗，後被格里弗斯派格斯暗殺。
阿特尼斯(Adonis)
尤里斯的兒子和國王的侄子。第3王位繼承人。英俊且纖細的美少年。在得不到父親尤里斯的愛下成長，格斯在其身上看到自己童年的影子。應該是未來的白龍騎士團團長，也有可能因和莎爾露特的婚姻繼承王位。偶然看見父親尤里斯被暗殺的場面，條件反射下格斯為封口把其殺死。
霍斯(Foss)
米特蘭王國的大臣。在宮中使用各種各樣的權謀術數，如影子般操縱宮廷鬥爭的狡猾人物。在格里弗斯因戰績被認可位列貴族時，聯合守舊派的尤里斯和王后，在幕後誘導著格里弗斯暗殺計劃的方向。可是不但被格里弗斯看破內情而且更把其女兒艾莉當作人質，為其肅清作支持。因為感到格里弗斯的可怕，從宮廷鬥爭中退出。
國王駕崩庫夏進攻之後，帶領米特蘭的餘黨組成反抗組織。由國王駕崩之前就相信格里弗斯會回來，再次見面時對格里弗斯可說是只有崇拜。
拉班(Raban)
米特蘭王國亞克洛騎士團團長。在不利的戰鬥也能冷靜地分析戰力，深思熟慮的人物。特徵為所有頭髮向後梳和圓鬍鬚。於百年戰爭時代就擔任將軍。聽命逮捕格里弗斯，其間看到由於疫病和天災的荒廢領土和領民，對國王的變化和任務的目的抱疑問，憂慮國家的將來。
為人民著想，順利帶領被庫夏軍隊佔領下的溫達姆城居民逃出城。
歐威文(Owen)
米特蘭王國士梅爾騎士團團長。忠義於國家的人物。和拉班同樣擔憂國家的將來。曾斥責那些只重視個人私利的諸候們。
華阿爾德(Wyald)
在米特蘭王國中被稱為「米特蘭恥辱」的囚犯部隊「黑犬騎士團」的團長。有著原始人的外貌，全身掩上漆黑硬毛。騎士團組成的時候，瞬間就把同樣想當團長的伯波像串燒一樣穿在尖塔上，成為團長之後就以巨大腕力與殘忍恐怖統治囚犯部隊。
人生哲學是「享受令人興奮的」「如果怕死人生就不能享樂」，強迫著部下信服，自信源於擁有超越人類的使徒力量。人類形態有著比得上左德的體格，使徒形態為肩膀和胸部共計擁有3眼1口的大猿型怪物。從米特蘭出發追逐被放逐的鷹之團，不過在格斯拼命的攻擊下反受到想像不到攻擊。陷入瀕死狀態，在對生存的執著和對死的恐怖影響下，打算用格里弗斯的貝黑萊特叫出神之手，但被亂入的左德把身體彎曲兩半死亡了。在失去作為使徒的魔力後留下的消瘦老人屍體，讓格斯等人吃驚。
苗路(Mule)
參見新生鷹之團

### 尤達帝國
赫隆(Genon)
尤達帝國北方戰線總司令總督。原本不過是一個地方貴族，通過莫大的財力爬上多爾杜里城堡總督這個地位。愛好男色，讓好幾個美少年侍奉。在鷹之團初建立的時候以作戰費用換得和格里弗斯共度一夜。到在後來的多爾杜里城堡攻防戰狂敵對的立場，都以得到格里弗斯為最優先事項。因為本人貪戀格里弗斯親自去戰場混亂指揮，成為慘敗的主要原因。最終死在格里弗斯手上。
波斯高(Boscorn)
譽為尤達帝國最強的紫犀聖騎士團團長。身著重型裝甲和犀型頭盔，運用長柄斧槍的猛將。作為最強不敗的英雄在到全世界驅名，以將軍的身份屯駐在多爾杜里城堡。正面迎擊從正面進攻的米特蘭軍。對在戰場被赫隆指揮不太滿意。在與鷹之團的戰鬥中和格斯單打獨鬥時折斷格斯的劍，不過在格斯得到左德由遠方投入的劍後被斬頭而死。由於波斯高敗北和城堡淪陷，尤達軍陷入恐慌敗走。
阿當(Adon)
青鯨超重裝猛進擊滅騎士團團長。尤達名門「哥普路易斯家」的長男。自稱「不死身的智將」「不死身男爵」。吹噓哥普路易斯家相傳百年的不同技術，其實像樣的技術不多，直接說就是插科打諢，愛用三叉戟的槍術高手。和展開鷹之團戰鬥，格斯以一敵百時正好在場。弟弟森遜和一百名以上的傭兵因其過失而死，波斯高將軍對此十分不滿在多爾杜里城堡攻防戰時被剝奪指揮權。與青鯨超重裝猛進擊滅騎士團一起被命令在要塞留守，遇上根據格里弗斯的策略侵入堡壘的卡思嘉隊。迎擊卡思嘉時被殺死。
森遜(Samson)
青鯨超重裝猛進擊滅騎士團副團長。阿當之弟和尤達名門「哥普路易斯家」的次男。巨大身驅的鎧甲厚度是正常的3倍，手中揮舞的鐵鏈球可以粉碎水牛的顱骨。可是鐵球被格斯破壞，更緊接被連盾斬頭而死。

### 庫夏帝國
加歷西迦(Ganishka)
身高：180公分／體重：92公斤
庫夏帝國大帝，對佔領的國家會施以殘暴惡行，外號「恐帝」。蓄有豐大鬍子，高傲自大、氣焰囂張。
作為小國的第一王子出生。小時候就面臨被暗殺的危機，成為國王後遭到兒子暗算，幸好透過貝黑萊特成為使徒，將庫夏打造為大帝國。
野心龐大想要控制天下而反叛神之手。能投影出巨大霧狀化幽體出現在任何地方，能使用雷擊。擁有連通魔界的力量，利用魔子宮誕生鬼兵。
在圍攻米特蘭王國時被格里弗斯放走，為再次對抗格里弗斯在魔子宮二次轉生，身體與魔界相通，轉化成高聳直達天際的黑樹「終結的魔獸」。然而其叛亂行動實則為格里弗斯的計劃一部分，格里弗斯利用加歷西迦的軀體來連接幽界和現世，同時使眾非人之物成為了人類的「救世主」。
達爾巴(Daiba)
身高：165公分／體重：44公斤
擔任妖獸兵團團長的老術士，有「仙將達爾巴」的稱號，為加歷西迦的左右手。原是落魄的路邊聖者，將貝黑萊特奉獻給加歷西迦後得到重用。願望為建立「大魔道帝國」。擅長使用東方咒術攻擊，發動時會浮坐在空中。精通瑜伽，可以屏住呼吸在水中一段很長的時間。
在加歷西迦戰敗後藏身於露加的旅館負責打理馬房及藏了魔物的小屋。假裝能與動物傳心，實際上是使用了東方魔術。為免曝露身份而不使用飛行魔術，會施法讓偷來小屋的小孩幫忙跑腿工作，艾莉加也身受其害。不太會靠近別人，除了熱情的艾莉加，之後獲艾莉加贈予原本是其父親高特專用的輔助腳架。在艾莉加遭到拉克沙斯攻擊時施法救下艾莉加，並用私養的飛行魔物帶她與里基特一起逃離。

#### 巴基拉卡
施拉特(Silat)
身高：182公分／體重：75公斤／年齡：25歲
暗殺集團巴基拉卡一族的首領，因為權力鬥爭失敗而被貶為奴隸。可以把Katar、戰輪、迅雷緞等幾種東方特有武器運用自如，同時有頭也不回就空手抓住從後面飛來由弩射出的箭的超群體術。在格斯和鷹之團會合時兩度敗於格斯，額上有當時造成的傷痕。雖然對一族而言，重建地位是數百年的願望，但對是否投靠非人的皇帝而感到困惑，為了解新生鷹之團與皇帝，決定在暗處觀察形勢。目前正带领里基特等前往一族的避难之地。
達巴沙(Tapasa)
巴基拉卡一族的精英、施拉特的近身侍衛。稱施拉特為「主人」，目前確認有四人，除額上各有不同的徽章刺青外，其餘外觀大致相約，均為全身鍛鍊到極限的肌肉大漢，第2及以第3手指為首，長出可以增加戰鬥力的大瘤，可用空手打碎盔甲，使用一擊絕命的戰鬥術。
拉克沙斯(Rakshas)
參見新生鷹之團

### 法王廳
法王
法王廳的首腦，外型是一位矮小的老人，在將要臨終前看到了光之鷹的預言幻覺而獲得了人生的希望，視古力菲斯為人類的救世主
摩滋古斯(Mozgus)
- 日本配音員：小山力也

身高：222公分（使徒時280公分）／體重：145公斤（使徒時299分斤）／年齡：42歲
外號「血聖書」。為法皇廳派遣，使用水刑、火刑、凌遲、車裂等嚴酷刑罰審訊500人以上的異端審問官。身穿法衣，帽子並手持厚聖經，10年來無間斷的早晚各1000次的投地禮使其的臉相當扁平。有著平和的臉孔，不過激昂時全面都會浮現出血管。有「信仰就是找到死亡」的執念，因襲擊他的異端者使用了「天誅」等用字就用聖經將其暴打，可見其對信仰的狂熱。然而對信奉同樣的神的信徒則較為寬容，不僅和善地寬恕法爾納塞的失敗，並指導她作為信徒應有的表現。非常愛惜手下，在崇拜他的弟子死亡時流下血淚。
斷罪塔的完美世界之卵把他和弟子一起變成偽使徒。人類形態只是身後長了像天使一樣的翼，不過與格斯戰鬥時，化為全身岩石的怪物。同時增強了打擊與噴火的能力。皮膚硬度比一般的使徒更高，斬龍劍的攻擊亦不見效，在激烈搏鬥的最後，被格斯看穿其手持聖經覆蓋的地方為弱點，被貫穿而亡。
摩滋古斯的弟子
異端審問官摩滋古斯專用的拷問執行人。他們遵從摩滋古斯審問異端、魔女後下的判決來處刑。各人的名字不明，由不能直接接觸日光的鳥面具美男子、把巨大的鋼車輪作為武器的童顏肌肉大漢、頭和肩甲骨變形使用附有鋤鋏的鎖鏈作武器的高個子大漢、用鉗子挖眼的矮小男子、以及被稱呼為「二子」兩人一組拿著鋸一樣的武器的雙生子。共計六人構成。
全部均為先天畸形，被當作怪物而被迫害，因而遠離人群生活，受摩滋古斯的影響追從信仰之道，真誠認為自己正執行神所賜予的任務。全體和摩滋古斯同樣變成偽使徒並長出雙翼，最後被格斯、伊斯多洛、詹羅姆等人打倒。
瓦提米奧(Federico)
參見瓦提米奧家

### 聖鐵鎖騎士團
法爾納塞(Farnese)
塞爾彼高(Serpico)
艾桑(Azan)
參見格斯一行
詹羅姆(Jerome)
從屬聖鐵鎖騎士團的騎士、貴族的放蕩浪子。性格不似一般的貴族。在騎士團時對虛有其表、只對任務忠誠的團長法爾納塞感到厭惡，不顧任務和妓女露加遊玩。衷心戀慕露加，在露加要求下打算獨自救出連娜和卡思嘉，與偽使徒戰鬥時表現十分勇攻，最後退出騎士團，和露加等四名妓女一同生活。

### 瓦提米奧家
瓦提米奧(Federico)
瓦提米奧家當家
瓦提米奧夫人
班迪美奧之妻。
(Jorujio)
瓦提米奧家長男。
(Poritiano)
瓦提米奧家次男。
馬尼菲高(Manifico)
法爾納塞(Farnese)
塞爾彼高(Serpico)
參見格斯一行

### 其他
甘俾諾(Gambino)
傭兵團長、格斯的養父和劍術老師。深愛西絲，在收養格斯後發生許多意外，如西絲因病去世，自己亦因故失去一腳，從而認為格斯為自己招致不幸所以漸漸疏遠他。後來更為3個銀幣把格斯賣給有戀童癖的同僚多諾萬供其雞姦。後來因遷怒格斯企圖殺死他，卻反被格斯錯手刺穿喉嚨而死。
西絲(Sis)
甘俾諾的伴侶，同時亦是格斯的養母。因為流產精神變得不穩定。於格斯3歲的時候感染鼠疫死去。
巴積遜(Bazuso)
外號「30人斬的巴積遜」，「灰色騎士」，「殺熊人」的傭兵。慣用武器為戰斧。為格斯加入鷹之團前，為了賞金而前往討伐的敵人，被敲開頭死亡。懸賞金為7個金幣。
巴蘭沙(Valencia)
外號「爆殺王」的傭兵。百年戰爭其間為尤達出戰屠殺米特蘭130個士兵。戰爭終結後，在某武鬥大會的決賽和施拉特的比武戰敗。
高特(Godot)
身高：155公分／體重：51公斤／年齡：68歲
住在曾經有矮人生活過的礦山中，擅於製作盔甲和馬蹄鐵等物件的老鐵匠。說話尖酸刻薄。
擁有強大的鐵匠技術。原本是王家專屬的名匠，因其個性關係而被逐出王都。以斬龍劍為首，格斯初期大部分裝備均出自其手。
年老時收養了戰爭孤兒艾莉加，令一輩子與鋼鐵為伍、不講人情世故的他獲得溫暖的救贖。雖與格斯的個性都是怪僻，但二人也能好好交心。因年老逝去，認為在臨終之前能再見格斯已經很幸運。
艾莉加(Erica)
身高：139公分／體重：43公斤／年齡：11歲
因為戰爭失去家人，被晚年的高特收養。個性天真瀾漫，開朗又不怕生，有時候會有蠢萌的表現，連性格古怪的高特與達爾巴也喜歡她。
巴爾加斯(Vargas)
為伯爵工作的醫生。對使徒化後伯爵的殘酷感到畏懼，嘗試逃走失敗。伯爵在自己眼前吃掉家人，自己也失去一隻手、雙腿和右半臉的皮膚。偶然間成功逃出並偷出貝黑萊特。7年間一邊潛伏生活一邊靜待打倒伯爵的機會。委託格斯殺死伯爵之後，被捉住以邪教徒之名在斷頭台上被處死。伯爵臨終時，將其拉進虛無的亡者中有其身影。從伯爵奪走的貝黑萊特自此以後成為格斯的所有品。
索達古(zondaku)
為伯爵工作的騎士。使用戰槌、戰斧。豪腕血氣方剛，對自己的攻擊牽連部下的事毫不在乎。迎擊格斯時臉受重傷敗北，被伯爵身體的一部分寄生後成為了人外生物。再次與格斯交戰，肉體顯著的損傷和寄生物一起被格斯殺死。
迪莉茜亞（Theresia）
伯爵的愛女。經常被父親注入深愛，在母親後死對父親變得害怕。在城中半軟禁生活著，憧憬外界的事物與父親當作禮物贈送的巴克關係很好。在格斯和伯爵的戰鬥中出現而被捲進轉生之儀，從那裡第一次知道父親的變化和殘酷的過去。在接受過去真相和父親的過生兩大衝擊的迪莉茜亞不能接受和憧憬不同亂七八糟的現實，打算斷絕生命時。地板崩塌，在格斯幫助回到平地，不過認為全因格斯的出現先會有此後果，仇恨格斯。
西璐(Jill)
住在霧之谷附近村莊的少女。與家庭環境相似大4歲的洛絲連關係很好。討厭原本是士兵的酒鬼父親和什麼都依循父親的母親，漫無目的地走出父親和其低俗朋友集會的家，被盜賊襲擊時得到格斯幫助。為與轉生成使徒的洛絲連再次相見向霧之谷出發，在沒有絲毫樂趣和希望日子和洛絲連的邀請之間擺動。在看到霧之谷的慘狀後即使有嫌惡但未到憎惡洛絲連，在最後一刻以身保護洛絲連。被格斯吸引請求和格斯旅行時被勸諭，喚醒生存勇氣之後回家。
西彼克(Zepeck)
西璐的父親。經常戴上頭盔，顯示原士兵的身分，用酒醉欺騙自己。夢想再次得到戰功，以嚮導身份和聖鐵鎖騎士團在霧之谷搜索黑色劍士，在格斯打算對洛絲連使出決定性一擊時被他射出的一箭影響不能成事。本打算和騎士團同行，被艾桑叫回村時不太高興。
露加(Luca)
身高：174公分／體重：63公斤／年齡：27歲
在修道院周邊難民窟裡賣春的娼婦，當中的中心人物。有佩佩、富琪、露絲、連娜等妓女義妹。
個性善良，為人正直豪爽，重情重義，凡事都以正面思考。主動把賺來的錢分給義妹及旁人，認為在狩獵魔女風氣盛行的地方，這樣做能避免旁人嫉妒與猜疑，是充滿智慧的表現。
能為保護同伴不惜深入虎穴，甚至自我犧牲。因擔心獨自遊蕩的卡思嘉而窩藏並照顧著她，為方便起見把不知名的卡思嘉稱作「愛倫」。海神之子混亂之際和骷髏騎士一起行動，為唯一一個理解完美世界之卵的人。
後來在法爾科尼亞經營一家收留難民住宿的旅館。
連娜(Nina)
露加的妓女義妹。性格軟弱膽怯，毫無主見，為求自保出賣同伴。因重病對什麼都悲觀的緣故加入邪教集會，勸說約希姆加入邪教一起享樂。之後作為邪教徒被捕，並捲進一系列怪事之中。經歷恐懼後終看見生存的希望，最後與約希姆相約一同出發旅行。
約希姆(Joachim)
對連娜寄予感情的難民。知道她信上邪教後害怕得逃跑。同連娜一樣是內心脆弱的人，雖然稱呼連娜為邪教徒和逃出，但不能切斷感情，斷罪之塔倒塌後，與其一起出發旅行。
摩根(Morgan)
住在依羅克村的老人。因為村被獸鬼襲擊向芙羅拉求助。50年前曾從魔女芙羅拉手中得到解藥，成功救回垂死的母親。年輕時對在封閉的環境感到厭倦，做夢都想去外邊的世界冒險。一行人戰勝獸鬼後，給伊斯多洛說出上述的事告戒他反被勸喻，欽佩的摩根終贈予其一把家傳短劍作為伊斯多洛的餞行禮物。
牟妲(Molda)
妖精鄉的魔女。跟其他的魔女不同，有著不忌諱觸犯禁忌的一面，對外界充滿好奇。

#### 幽界相關者
幼魔
格斯與卡思嘉的孩子，胎兒時期受費蒙特注入魔性而魔化，總共孕育了7天而誕生，成為幽界的存在。在現世出生緊接之後日出時突然消失，醜怪的畸形嬰兒。
會追隨父母，有時會在格斯面前現身，相當為難格斯，不過為了守護母親卡思嘉而現身給予父親格斯警告，多次使用能力保護母親，甚至為其抵擋摩滋古斯的火焰而犧牲性命也在所不惜。彌留之際被完美世界之卵嚥下，現成為格里弗斯在現世受肉的一部分。
受肉後第一個滿月之夜透過龍之路從幽界穿梭於現世格斯及卡思嘉面前赤裸現身。以人類的模樣現身時不曾開口，但會像一般的小孩作打鬧，曾凝視受魔導體使其退下保護眾人。
據達蘭所說，格斯一行在妖精島上已被接納為居民，尤其格斯及卡思嘉與小孩有著強烈的羈絆，故此小孩會被「島之緣」引導到島上。能到達妖精島代表其本質無害，也沒受到妖精們的提防，更打成一片。非常親近母親卡思嘉，對父親格斯不理不睬，但又很在意，經常仰望格斯更多次爬到其身上。多次在格斯狂化失去意識之際以光芒小人的模樣出現並帶領格斯走出困境恢復意識。
骷髏騎士
自稱是向神之手復仇的人，還在「時之理」之中的時候因身穿狂戰士鎧甲而逐漸被其狂戾之氣侵蝕，使得性情殘暴並走向非人之道。史爾基聽說鎧甲的前任主人就是被鎧甲舌噬全身戰鬥至死。
哥德弗林稱其因將格斯看成過去的自己而多番關注理會。多次拯救格斯並給予預言般的建議，稱其為「掙扎者」，被格斯認為是不吉利的骷髏。與芙羅拉是舊相識，被稱為「幽界的朋友」。
目前正收集並吞食貝黑萊特將它們煉成可以斬開空間的喚水劍，曾利用此劍進入「蝕」救出格斯及卡思嘉。在時間接合點伺機暗殺神之手，卻被費蒙特扭曲空間借其偷襲一刀轉向斬往二轉恐帝打開連接幽界深處的門扉。
能夠進入妖精島，隨格斯一行的到訪亦同現身島上。身穿的盔甲是由島上的好友矮人工匠哈納爾所打造。狂戰士鎧甲依附著的記憶透露出（生前）曾經經歷「蝕」，目睹抱在手上被刻上烙印的櫻姬巫女死去。認為自己乃不祥的預兆，所以不讓自己沉溺於過往的回憶而十分克制，推測此次悼念櫻姬巫女之墓相隔了千年。
真面目疑為千年前一統大陸的霸王加爾塞力克。

芙羅拉(Flora)
是住在張開禁制人步入的「隙縫」靈樹之館的魔女，史爾基的師傅，她會使烙印出現奇異的感應。擁有制造護身符、種植藥草、加護盔甲和魔法工具等的能力。
年輕時曾為服侍櫻姬巫女的女巫之一，二人感情非常好，於「蝕」之後因過於思念櫻姬巫女而觸犯了禁忌，結果被放逐出島。
後來住在依羅克村週邊的村落，在村中傳遞精靈們的聲音，並向人們傳授知識，治療病人。但由於法王廳教圈擴大，魔女等思想被當作異端而被排斥，只好住進靈樹之森。
據其所言已生存了數百年，外觀上和普通的老婦人毫無分別，至少50年容姿沒有變化，和骷髏騎士、哥德弗林是老朋友。婉轉地責備對世間有不滿的史爾基，語調和樣子寂靜溫厚。讓史爾基跟隨格斯一行，去人類社會了解人性。
受骷髏騎士所託招待格斯一行，並送予魔術裝備及道具。戰魔兵來襲時，讓史爾基將狂戰士鎧甲交給格斯後離開人世。
達蘭
妖精島的主人「花吹雪女王」。擁有奇妙能力，如能使對象恢復心智記憶的「夢之迴廊」。是格斯一行人前往妖精島的主要原因。
實為優雅而和諧可親的女性精靈，會假裝成普通的魔女管家負責打理魔法師村子的家務煮食。
與骷髏騎士記憶中的櫻姬巫女有著相同的樣貌。
哥德弗林
妖精島村長，魔法師們的大導師之一。年邁老人，與芙羅拉相識。
稱呼骷髏騎士為陛下，小時候曾多次被父親威德帶往作謁見，推測生存了千年。
哈納爾
矮人工匠，鍛造出狂戰士鎧甲及骷髏騎士身穿的盔甲。與骷髏騎士是朋友。
讓格斯看見附在狂戰士鎧甲上前任主人骷髏騎士的鮮血記憶。

### 不明
加爾塞力克(Gaiseric)
約一千年前，於戰亂時代之下一統大陸並建立帝國的傳說英雄。被世人稱為霸王。出身和經歷均不明。戰鬥的時候會戴上骷髏模樣的頭盔，在男女老少間都流傳著「骷髏國王」的故事，暴虐程度之高使其得到「魔王」及「騎乘死亡之王」等名號。
傳說中天神對其極盡奢華的所作所為看不下去，賢者召來5位天使讓帝都一夜之間消失，實際上陷入溫達姆城地底。現在米特蘭王家自稱是加爾塞力克血統的唯一繼承者。
賢者
傳說中千年前因為失職被加爾塞力克囚禁，在獄中祈求上天消滅加爾塞力克，之後天使便現身人世。

## 設定&用語

### 世界觀
故事開始階段的舞台為米特蘭王國，大陸的不同國家，圍繞領土和信仰問題，幾百年間持續相爭。遠古時代便有人信奉泛靈論，不過現在以由法王廳為中心的宗教、薩滿教和崇拜偶像為主流。在人以外也存在著超自然生物，不過現在大多數人類都不再看到他們的身影了。
人類社會存在社會階級，採取農奴制，政治及法權由貴族等特權階級壟斷。各國主要以君主制組成，週邊各國執行著封建體制。存在銀行業和貿易業，但作品中無出現過紙幣，金幣和銀幣是主要的流通貨幣。在科學技術上，已經開發出火藥和大砲，但手槍還沒普及，在戰爭中劍、矛、弓箭(弩)為主要武器，而船隻就以一般帆船為主。
法王廳教圈國家仿照中世紀歐洲黑暗時代的風俗，而庫夏帝國就是仿照中世紀南亞的風俗。

### 世界
現世
有肉體的生物生活的物質世界，除了一部分特別例子基本上不存在妖精和怪物。一般來說不受幽界影響，但自從格里弗斯轉生為神之手之後就開始慢慢被幽界侵蝕。
幽界
和現世形成表裡一體的存在，死者靈魂和傳說生物、魔物居住的精神世界。屬於幽界的生物，不像現世的生物存在肉體，只會在相信他們實際存在的人面前存在。同一性質的幽體聚集會產生被稱為「局」的領域，幽界有著不同深度的領域，有肉身的生物想踏入深層領域基本不可能。
深淵
幽冥的深層的思念旋渦，被認為是地獄的一部分。
闇之領域
幽冥的領域之一。存在著無限地生出獸鬼和巨鬼的「暗之子宮」。
隙縫的世界
現世和幽界互相重疊的領域。同現世重疊的一般是幽界的淺層。因此重疊的幽界就算有肉體的人都能進入。在隙縫中精神力量對物質較容易起作用。魔術士主要把隙縫的世界作為住處。被刻上烙印的人，經常被迫在隙縫裡。
靈樹之森、靈樹之館
在現世200年前枯萎的大樹，巨木信仰中的偶像，因為在現世存在力大，可以在隙縫的世界生存和保持嫩葉繁茂，靈樹之館的魔女科羅拉的住處。靈樹周圍在冬天也很暖，同時有治癒的力量。被科羅拉在森林周圍張開禁制結界，普通人不能進入。
妖精鄉

幻象世界
現世和幽界完全同化的世界。巨鬼、獸鬼、九頭蛇、龍、鳥身女妖、獨角獸等等，一般認為只在故事中出現的傳說生物、怪物，理所當然地存在的世界。由神之手費蒙特打開兩界互通的門扉。

### 物品
大劍(斬龍劍)
格斯脊背上佩帶的兩刃大劍。長柄無護手，寬度同鐵板相約，厚度有斧頭數倍的巨刃，長度超過一般成年男子的身高。在作品出現過如此的說法:「那東西不可稱為劍，大、厚、重、粗糙，連拿起都無可能，只是無意志的鐵塊。」可說是格斯在本作的代名詞。
以前高特接受領主要求「獻上能斬殺龍的劍」時製造，不過因為只追求破壞力，結果做到常人不可能舉起的重量，被長久藏在倉庫中。格斯開始使徒狩獵旅行時偶然從倉庫發現，自此成為了格斯的愛劍。之後，因在2年以上持續任意濫用做成無數龜裂，在高特快死之時又再重新回爐鍛造。
能將穿上鎧甲的人一刀兩斷，輕易地斬開巨岩和大樹，甚至可和使徒相抗衡。不作為武器時可當作大盾使用。
據骷髏騎士所說，由於此劍歷經使徒和惡靈的怨念鍛鍊，對上位的靈體都能造成傷害。事實上，連神之手絲蘭的顯現體和加歷西迦大帝都曾遭此劍所傷。被左德稱為「斬魔刀」。
義手砲
格斯左臂上戴著，內置大炮的鋼手。里基特即興使用高特武器庫的零件製造。表面上外觀和正常假手無分別，但是前腕部份其實由小型大炮的炮身構成。拉繫結在肘部分的金屬零件或鎧甲的左肩帶的話，假手的手腕部分會變做炮口打開，發射炮彈。
它不僅是一個隱藏的武器，在任何時候都可以向使徒展示巨大力量。但炮彈是單發的，發射一次之後不裝火藥和砲彈就不能使用。火藥和砲彈通常放置在袋中。
肘中的發條除了可以當作關節，手掌同時部分嵌入磁鐵，可以持劍。其堅固性也發揮了盾牌作用，對一般人同弱靈可以做到撲殺重擊。
連射弩
格斯的武器之一。高特武器庫內的武器，可安裝在義手上裝填箭後，轉動附在右邊的把手就可以連射。後來在斬龍劍再冶煉其間由里基特改良成為自動裝填式。
飛刀
格斯的武器之一。竹葉形狀的小刀。投擲的訣竅是捷度教的。
炸裂彈
格斯的武器之一。里基特在改做連射弩時同時製造。點著引線之後大約3秒爆炸。伊斯多洛也有使用。
貝黑利特
人的眼、鼻、口雜亂地被配置，一般為灰色卵形的物體。是由掌管人類命運的「東西」送到現世的，同時都有人會叫做「魔法石」「召喚異界之水」。功用不明僅知部分使徒持有。
霸王之卵
鮮紅色的貝黑利特，只會出現在擁有神之手轉生資格的人面前，其命運將會綁在一起不管如何分開都會再度遇上，發動時將會排成一張流著血淚吶喊的臉。實際上是由神之手們送給古力菲斯的。
喚水之剣
骷髏騎士嚥下從使徒奪取的貝黑利特後，在體內鍛造成奇形怪狀的劍。具有可斬開空間的能力。
戰輪
巴基拉卡一族的武器，大小和手掌相約邊緣為鋒利刀刃的金屬環。投擲用的武器，能在空中自由改變軌道。
迅雷緞
巴基拉卡一族的武器，布狀長薄刃，非常輕，使用時像鞭子。實際存在的武術卡拉里帕亞特的武術工具，迅雷的意思為雷鳴。

### 魔術咒物
由魔術士製造，注入精靈力量的工具。即使不是魔術士都能使用的東西。
妖精的鱗粉
妖精翅膀的鱗粉。有快速鎮痛和止血的作用。如果長時間同妖精生活，在鱗粉的作用下都可以沒有任何疤痕地治癒。在人類社會中只有少數人知道。
惡女的軟膏
杏仁油、芹菜、顛茄、附子等調合的麻藥。涂在身體會使五感變鈍，容易察覺幽體。
魔像
泥人「哥雷姆」。核心是手掌大的木偶，由泥覆蓋做成人形。如果不把木偶抽出，就會不斷再生。魔術士使用的使役之一。
西爾芙之劍、斗篷
風元素靈西爾芙加護的魔術咒物。劍-以巨鷹虎頭海雕的羽毛為刀刃，和森林中生出最高樹的樹枝為劍柄，能掀起旋風遠距離切開敵人。斗篷-穿著的人會被大氣所保護著，更可使穿著者登上風上進行跳躍。塞爾彼高在靈樹之館被授予。
沙羅曼達短劍
火元素靈加護沙拉曼達的短劍。把沸騰的熔岩以魔法制成刀刃，其造成的傷口會激烈燃燒。可當燈火使用。因沙拉曼達性情暴躁，控制上稍有困難。伊斯多洛在靈樹之館被授予。
銀鎖子甲、銀短刀
銀制武器、防具。銀鎖子甲有使惡靈不能靠近的效果，惡靈被銀短刀砍上會傷得很重。卡思嘉和法爾納塞在靈樹之館被授予。
授法的果實
授法（約等於開光）的小樹果。扔出去之後可以在一定時間使魔物拒絕靠近。伊斯多洛在靈樹之館被授予。
念話戒指
可以雙向傳達穿戴者的想法。沒掌握魔術的人也能使用。史爾基用自己的頭髮製造，格斯一行全員穿戴著。
荊棘之蛇
由希凱兒所創造的使魔。以戒指為媒介操控，可用來束縛敵人。
狂戰士甲冑
由住在妖精島礦洞內的矮人以礦精所製造的咒護甲冑。若穿著者與寄宿於鎧甲內的不祥氣流同步，身體會受到強烈的激情控制而忘記痛感，甚至超越人體極限化為鬼神，相對地會對身體造成巨大負擔，蠶食穿著者的肌肉、血液、骨骼，帶來生命危險。若缺乏強大魔術士的庇護及指引，穿著者心神會被鎧甲裡的黑狼型憎惡反噬殆盡，靈魂自我迷失而肢離破碎。史爾基受師傅芙羅拉遺願所託將鎧甲交給格斯。骷髏騎士曾為鎧甲擁有者。

### 國家
米特蘭王國
本作品舞台的王國，國名的意思為「中央之地」（Midland）。法王廳教圈國。首都為要塞城市溫達姆。擁有西方錫特、南方盧米阿斯等領土。皇室徽章，是在太陽、星星、閃電、新月的中央有一坐頭頂皇冠的塔。
1000年前掌握大陸全境的傳說的霸王加爾塞力克建國的國家。由於受到加爾塞力克囚禁的賢者，向上天訴說加爾塞力克的罪後，看不過那些所作所為的神派遣的5或4個天使使用雷電和地震把都城一夜破壞，此後被重建的地方被認為就是現在的米特蘭。在天地變異間沉沒的都城地中，有著長眠在地下「再生的塔」的傳說。
米特蘭王室被認為有持有加爾塞力克的血統。現在由於第2和第3王位繼承者死亡在國王逝世之後，有王位繼承權的就只有國王的女兒。
與鄰國的尤達帝國展開的百年戰爭，面對其火炮兵器屈於劣勢，通過鷹之團的活躍扭轉戰局，奪回易守難攻的多爾杜里城堡，使兩國簽署停火協議停戰。因為疾病、飢荒流行陷入國亡存亡的危機，此時國王死去，同一天庫夏帝國入侵佔領王國並擄走莎爾露特公主。
尤達帝國
米特蘭王國東方的軍事大國。法王廳教圈國。擁有以強大聞名的紫犀騎士團為首的武裝兵團。從米特蘭王國那兒奪取多爾杜里城堡，展開持續一百年的戰爭威脅米特蘭王國。百年戰爭終結後，因為皇位繼承問題陷入內亂狀態，又因多爾杜里城堡的敗北，主動提出停戰協議，之後就沒有在故事舞台上出現。直到庫夏對抗戰，派遣了大軍加入法王廳教圏國軍奪回米特蘭王國，私底下計劃趁著敵國撒退時竊取密特蘭領地。騎士團的甲冑有著獨特的設計。
庫夏帝國
米特蘭王國東方山脈彼方，地上持有最寬廣領土的國家。征服了許多部落持續擴大其領土。信奉不同於法王廳的多神教，計劃使用其獨特的魔法和異形士兵壓制全世界。百年戰爭其間只出動暗殺者集體作偵察。之後，根據大神官的神諭，為在米特蘭國王駕崩後入侵米特蘭，佔據首都溫達姆，把米特蘭全境壓制下。
伊蘇國
北方的偏遠島國，被海洋包圍。以多年培育的造船技術、駕船策略而自豪的海洋國家。拒絕其他國家干涉內政，執行著封閉的政策。隸屬法王廳教圈下，但是也有不同教派存在，沒有在庫夏對抗戰中積極派兵。

### 組織&勢力
鷹之團
格里弗斯一手建立的傭兵團，最初只是由一班盜賊混雜而成，但在其指揮下逐步強大，更成為擁有「戰場上的死神」綽號的戰無不勝之精銳部隊。
百年戰爭期間作為米特蘭王國軍一員，建立了不少佳績，更被提拔成米特蘭王國正規騎士團。百年戰爭結束後原定將給予米特蘭騎士團最高軍事稱號「白」，成為白鳳騎士團，但因格里弗斯的衝動犯錯，整團被設局遭米特蘭王國軍伏擊。眾人流亡一年後得格斯協助救出格里弗斯，唯在「蝕」的降魔之儀被其獻祭而全軍覆沒，僅餘被骷髏騎士所救的格斯、卡思嘉，以及在發生「蝕」時之龍捲風外的里基特三人。
新鷹之團
由轉生的格里弗斯一手結成騎士團。集合大量傳說的勇者，是「如同神話領域的兵團」。除軍人外，也有一些普通人伴隨，成員也有來自庫夏等的非米特蘭人種。集結著全世界的大多數的使徒作為「戰魔兵」，幹部中有不少為使徒。現為米特蘭王國正規軍。
黑犬騎士團
米特蘭騎士團之一，由囚犯組成。一方面取得傲人的戰果，一方面因為破壞、虐殺、掠奪皇陵等殘酷行為被稱作米特蘭恥辱，百年戰爭被分配到邊境。在追擊鷹之團時全滅。
庫夏帝國軍
除了一般的陸軍外，還有配置武裝巨象「戰象部隊」和術士操縱魔獸的「妖獸兵團」等。
巴基拉卡
把暗殺作為主業的一族。紋章為一隻眼睛，使用特殊武器和暗殺作戰鬥策略。以前在庫夏帝國王位爭奪戰中失敗，被丟落到國家的奴隸階級被。數百年來的熱切願望就是回歸庫夏帝國，在庫夏入侵米特蘭時使出不少力。
法王廳
本作品的世界中廣泛地信仰的一神教教會組織。作為地上的唯一神的代言者對啟示錄詳查及奇異事件的奇蹟跡認定局，有對邪教徒勞和背信者調查、處刑的異端審問官等的官職。有不少民眾的支持，但對法皇廳的執政、政策有異議的人都是存在的。離婚在此宗教上是禁忌。
聖鐵鎖騎士團
法王廳直屬的騎士團。由富裕層的子女構成，沒有實戰經驗，被人稱作「少爺騎士團」。團長限定為少女。徽章是×字形的交叉鎖鏈。
瓦提米奧家
業務主要為銀行、貿易的資產家大富豪一族。同時擔任法王廳的財務管理，列強國的軍費提供者。
邪教
在有雄山羊頭神像前，執行大量男女信徒通過性交沉浸在快感裡的儀式的宗教。儀式時信徒會被使用有幻覺作用的藥。

### 種族
人類
生活在現世上的種族，因為民族、宗教分成的多個國家，多次發生衝突。
妖精
可以放在人類手掌擁有羽毛的妖精。存在著因心血來潮惡作劇的，也存在著有能力讓別人快樂的能力。人類社會對其有很強的認識，但不多人承認他們真實存在，人類觸摸時可以感覺得到。妖精的住處有著靈的保護，魔者不容易接近。
羽精
祖先為風的元素精靈，輕舉妄動的人相當多。
矮人
擅長製作精細工藝品和挖掘的妖精一族。被認為住在礦山坑內。
魔術士
為干涉幽界借用各種各樣精靈力量，引起超自然現象的存在。以前會為了現世的人們使用那些力量，不過，現在因被排斥從人類社會消失，主要在妖精鄉等隙縫的世界生活。採取組織行動的魔術士之中，有期盼成立把魔道作為中心國家的人存在。魔術士在幽界的身體稱為「光體」。
神之手
使用鮮紅色的貝黑萊特轉生的人類。執行幽界最深處「東西」意思的存在。被人叫做「守護天使」。支配全部的使徒，以超常的能力自豪。作為巨大的思念體在幽界的深層各處漂流著，不過當貝黑萊特發動的話就會伴隨異空間被召喚到現世，舉行「降魔之儀」讓人轉生為使徒。神之手1000年只出現一次。
使徒
被貝黑萊特選上而轉生的人。在陷入深淵絕望之際，接受降魔之儀以自己最重視的東西作為祭品，從而轉生獲得超越人類的力量。神之手的僕人，因本能而難以違抗。唯一的戒律是「做自己想做的事」。各自的外表和能力有相當大的分別。
偽使徒／類似使徒
被使徒賦予力量的人，與貝黑萊特無關。有使徒的一部份能力，不同的使徒會變出不同的偽使徒。戰鬥力比使徒差，但也有特例，基本上沒有的自我只會遵從主人的命令。同使徒一樣死時會回復人類的外表。
死靈
死人的幽體、殘留思念。徬徨著幽界的淺層，活躍在夜晚。但不是不能在白天活動，只是非常弱。
夢魔
把惡夢培植在人身上，以人類恐怖感為食糧的惡靈。留有怨恨的死者之血和精液混合產生。
獸鬼（食人魔）
四足行走的怪物。有使用簡單工具的智力。極為貪食，不僅襲擊人和動物，在每天的基礎上，吃得相當好，生活在黑暗的洞穴，綁架人類來繁殖。由闇之領域產生。
巨鬼（洞穴巨人）
臉上露出奇怪巨大懸物的怪物，使用蠻力攻擊，斷了的手臂可以馬上接合。與獸鬼同樣地由闇之領域產生。
川馬（凱爾派）
馬身青蛙臉的中等水妖。有自由操縱水的能力，出現過他們讓旅人在河淹死的傳言。
魔導生命體
為魔導士工作的一種使魔。由動植物的靈體產生。會因為宿主的需要化作不同形狀。庫夏的主力兵器。
塒神（昆達里尼）
庫夏的妖獸兵團中最強的魔獸，在多神教中被稱為神的存在。根據魔術士的咒力引領水的元素靈做出來。
精靈
掌管所有自然物的幽界存在。以掌管四大元素的元素靈為首，有掌管各種各樣事物的精靈。也有掌管抽象事物的精靈存在，如負責方位和戰爭的精靈，高級幽體能率領同族較低級的元素靈。
元素靈
掌管火、風、水、土四種元素的精靈。自然物的工作全部都會和他們共鳴，沒有明確的個體。
- 絲露菲：掌管風的元素靈。外表像昆蟲，羽精的祖先。
- 沙拉曼狄：掌管火的元素靈。外表像蜥蜴，性情激烈。
- 溫蒂妮：掌管水的元素靈。外表像人魚。
- 諾姆：掌管土的元素靈。外表不明。

四方之王
存在於幽界深淵的四位強力靈體，為法王廳教典中陸、海、空、火的「四方守護天使」，掌管風和東方的「東之王」，掌管火和南方的「南之王」，掌管水和西方的「西之王」，掌管土和北方的「北之王」。
魔女可以借用他們的力量，張開禁制和滅卻惡靈的「四方王之陣」。

### 其他設定及用語
降魔之儀
使人類轉生為使徒的儀式。使用貝黑利特把神之手召喚出，要奉獻魔「自己最重要的東西」才能使人類轉生為使徒。為魔獻出的祭品的身體會被刻上烙印。
貝黑利特發動時異次元空間之門會打開，中心會出現黑色的巨大旋渦。使用「霸王之卵」的神之手轉生降魔之儀會伴隨著日食，因此被人叫做「蝕」。
祭品烙印
刻在為降魔之儀用作祭品之人身上的烙印。被刻上烙印之人，身體和生命，到臨終之時都會視為祭品被奉獻給魔。祭品烙印永不消失，尋求祭品的魔會永恆地狩獵烙印之人。
烙印具有感應魔存在的能力，使徒和魔接近的話會伴隨痛疼流血。魔的數量和痛疼成正比，如果接近神之手更會出現使人昏過去或死去的劇痛。魔術士製作的護身符可以輕微削弱烙印吸引魔的能力。

## 出版書籍
| 冊數 | 白泉社         | 白泉社                                                  | 東立出版社                    | 東立出版社                                                  | 天下出版                   | 天下出版                                      |
| 冊數 | 發售日期       | ISBN                                                    | 發售日期                      | ISBN                                                        | 發售日期                   | ISBN                                          |
| ---- | -------------- | ------------------------------------------------------- | ----------------------------- | ----------------------------------------------------------- | -------------------------- | --------------------------------------------- |
| 1    | 1990年12月1日  | ISBN 4-592-13574-1                                      | 1994年8月5日                  | ISBN 957-34-1869-X                                          |                            | ISBN 962-585-759-1                            |
| 2    | 1991年3月3日   | ISBN 4-592-13575-X                                      | 1994年8月20日                 | ISBN 957-34-1870-3                                          |                            | ISBN 962-585-760-5                            |
| 3    | 1991年10月31日 | ISBN 4-592-13576-8                                      | 1994年9月15日                 | ISBN 957-34-1871-1                                          |                            | ISBN 962-585-761-3                            |
| 4    | 1992年2月29日  | ISBN 4-592-13577-6                                      | 1994年9月30日                 | ISBN 957-34-1872-X                                          |                            | ISBN 962-585-762-1                            |
| 5    | 1993年3月29日  | ISBN 4-592-13578-4                                      | 1995年1月5日                  | ISBN 957-34-1873-8                                          |                            | ISBN 962-585-763-X                            |
| 6    | 1993年9月30日  | ISBN 4-592-13579-2                                      | 1995年1月30日                 | ISBN 957-34-1874-6                                          |                            | ISBN 962-585-764-8                            |
| 7    | 1994年3月31日  | ISBN 4-592-13580-6                                      | 1995年6月10日                 | ISBN 957-34-1875-4                                          |                            | ISBN 962-585-765-6                            |
| 8    | 1994年9月29日  | ISBN 4-592-13690-X                                      | 1995年8月10日                 | ISBN 957-34-1876-2                                          |                            | ISBN 962-585-766-4                            |
| 9    | 1995年3月31日  | ISBN 4-592-13691-8                                      | 1996年4月10日                 | ISBN 957-34-3725-2                                          |                            | ISBN 962-585-767-2                            |
| 10   | 1995年9月30日  | ISBN 4-592-13692-6                                      | 1996年6月20日                 | ISBN 957-34-3726-0                                          |                            | ISBN 962-585-768-0                            |
| 11   | 1996年3月29日  | ISBN 4-592-13693-4                                      | 1997年12月30日                | ISBN 957-34-6069-6                                          |                            | ISBN 962-953-046-5                            |
| 12   | 1996年9月27日  | ISBN 4-592-13694-2                                      | 1998年4月10日                 | ISBN 957-34-6070-X                                          |                            | ISBN 962-953-047-3                            |
| 13   | 1997年3月28日  | ISBN 4-592-13695-0                                      | 1999年3月10日                 | ISBN 957-34-6071-8                                          |                            | ISBN 962-953-048-1                            |
| 14   | 1997年9月29日  | ISBN 4-592-13696-9                                      | 1999年6月30日                 | ISBN 957-34-7731-9                                          |                            | ISBN 962-953-049-X                            |
| 15   | 1998年1月30日  | ISBN 4-592-13697-7                                      | 1999年7月25日                 | ISBN 957-34-7732-7                                          |                            | ISBN 962-953-321-9                            |
| 16   | 1998年8月26日  | ISBN 4-592-13698-5                                      | 1999年9月5日                  | ISBN 957-34-8399-8                                          |                            | ISBN 962-953-464-9                            |
| 17   | 1999年3月29日  | ISBN 4-592-13699-3                                      | 1999年11月16日                | ISBN 957-34-8400-5                                          |                            | ISBN 962-953-568-8                            |
| 18   | 1999年10月1日  | ISBN 4-592-13716-7                                      | 1999年12月23日                | ISBN 957-34-9160-5                                          |                            | ISBN 962-953-698-6                            |
| 19   | 2000年3月29日  | ISBN 4-592-13717-5                                      | 2000年6月17日                 | ISBN 957-34-9161-3                                          |                            | ISBN 962-953-797-4                            |
| 20   | 2000年10月27日 | ISBN 4-592-13718-3                                      | 2001年1月6日                  | ISBN 957-731-777-4                                          |                            | ISBN 962-953-956-X                            |
| 21   | 2001年5月29日  | ISBN 4-592-13719-1                                      | 2001年8月20日                 | ISBN 957-731-778-2                                          |                            | ISBN 962-998-208-8                            |
| 22   | 2001年12月19日 | ISBN 4-592-13720-5                                      | 2002年3月11日                 | ISBN 957-699-868-9                                          |                            | ISBN 962-998-351-6                            |
| 23   | 2002年6月28日  | ISBN 4-592-13721-3                                      | 2002年9月25日                 | ISBN 957-699-869-7                                          |                            | ISBN 962-998-726-0                            |
| 24   | 2002年12月19日 | ISBN 4-592-13722-1                                      | 2003年3月14日                 | ISBN 986-11-1885-3                                          |                            | ISBN 962-998-937-9                            |
| 25   | 2003年6月27日  | ISBN 4-592-13723-X                                      | 2003年8月8日                  | ISBN 986-11-2918-9                                          |                            | ISBN 962-998-832-1                            |
| 26   | 2003年12月19日 | ISBN 4-592-13724-8                                      | 2004年2月14日                 | ISBN 986-11-2919-7                                          |                            | ISBN 988-207-093-0                            |
| 27   | 2004年7月29日  | ISBN 4-592-13725-6                                      | 2004年9月18日                 | ISBN 986-11-3945-1                                          |                            | ISBN 988-207-343-3                            |
| 28   | 2005年2月28日  | ISBN 4-592-13726-4                                      | 2005年4月7日                  | ISBN 986-11-5240-7                                          |                            | ISBN 988-207-435-9                            |
| 29   | 2005年9月29日  | ISBN 4-592-13727-2                                      | 2005年12月26日                | ISBN 986-11-7636-5                                          |                            | ISBN 988-207-674-2                            |
| 30   | 2006年3月29日  | ISBN 4-592-13728-0                                      | 2006年6月12日                 | ISBN 986-11-8371-X                                          |                            | ISBN 988-207-849-4                            |
| 31   | 2006年9月29日  | ISBN 4-592-14431-7                                      | 2006年11月22日                | ISBN 986-11-9112-7                                          |                            | ISBN 988-215-173-6                            |
| 32   | 2007年11月29日 | ISBN 978-4-592-14432-8                                  | 2008年3月19日                 | ISBN 978-986-10-1048-9                                      |                            | ISBN 978-988-215-567-1                        |
| 33   | 2008年10月24日 | ISBN 978-4-592-14433-5                                  | 2009年1月5日                  | ISBN 978-986-10-2732-6                                      | 2009年1月7日               | ISBN 978-988-215-831-3                        |
| 34   | 2009年9月25日  | ISBN 978-4-592-14434-2                                  | 2009年12月31日                | ISBN 978-986-10-4490-3                                      | 2009年12月22日             | ISBN 978-988-8030-16-3                        |
| 35   | 2010年9月29日  | ISBN 978-4-592-14435-9                                  | 2011年1月31日                 | ISBN 978-986-10-6511-3                                      | 2010年12月21日             | ISBN 978-988-8033-57-7                        |
| 36   | 2011年9月23日  | ISBN 978-4-592-14436-6                                  | 2012年10月5日                 | ISBN 978-986-10-8881-5                                      | 2012年2月23日              | ISBN 978-988-8098-92-7                        |
| 37   | 2013年3月29日  | ISBN 978-4-592-14437-3                                  | 2013年6月3日                  | ISBN 978-986-332-259-7 EAN 471094554192-1                   | 2013年5月7日               | ISBN 978-988-8213-25-2                        |
| 38   | 2016年6月24日  | ISBN 978-4-592-14438-0                                  | 2016年10月25日                | ISBN 978-986-470-564-1                                      | 2016年8月3日 2017年7月20日 | ISBN 978-988-8216-83-3 ISBN 978-988-8217-18-2 |
| 39   | 2017年6月23日  | ISBN 978-4-592-14439-7                                  | 2017年10月12日                | ISBN 978-986-486-520-8                                      | 2017年8月3日               | ISBN 978-988-8217-19-9                        |
| 40   | 2018年9月28日  | ISBN 978-4-592-14440-3                                  | 2019年1月7日                  | ISBN 978-957-262-018-2                                      | 2018年11月7日              | ISBN 978-988-8217-58-8                        |
| 41   | 2021年12月24日 | ISBN 978-4-592-16691-7 ISBN 978-4-592-10629-6（特裝版） | 2021年12月24日 2021年12月30日 | ISBN 978-957-26-8309-5（首刷限定版） ISBN 978-957-26-8308-8 | 2021年12月31日             | ISBN 978-988-8613-04-5                        |
| 42   | 2023年9月29日  | ISBN 978-4-592-16692-4                                  | 2024年4月1日                  | ISBN 978-626-02-0359-7（首刷限定版） ISBN 978-626-02-0292-7 | 2023年11月16日             | ISBN 978-988-8613-359                         |

未收錄話數
單行本未收錄第83話《深淵之神②（深淵の神・2）》。

### 相關書籍
烙印勇士 公式導讀手冊（ベルセルク オフィシャルガイドブック）
| 冊數 | 白泉社        | 白泉社                 | 東立出版社    | 東立出版社             |
| 冊數 | 發售日期      | ISBN                   | 發售日期      | ISBN                   |
| ---- | ------------- | ---------------------- | ------------- | ---------------------- |
| 全   | 2016年9月23日 | ISBN 978-4-592-14480-9 | 2017年9月21日 | ISBN 978-986-482-904-0 |

小說 烙印勇士 炎龍騎士（小説 ベルセルク 炎竜の騎士）深見真 著
| 冊數 | 白泉社        | 白泉社                 | 東立出版社   | 東立出版社             |
| 冊數 | 發售日期      | ISBN                   | 發售日期     | ISBN                   |
| ---- | ------------- | ---------------------- | ------------ | ---------------------- |
| 全   | 2017年6月23日 | ISBN 978-4-592-16101-1 | 2018年2月5日 | ISBN 978-957-260-558-5 |

## 動畫

### 電視動畫第1作
以（けんぷうでんきベルセルク）為標題，1997年10月7日到1998年3月31日於日本電視台播放的深夜動畫。由石塚運昇擔任旁白。全25話。

#### 製作人員
- 原作：三浦建太郎
- 監督： 高橋直人
- 監督補：村田和也
- 系列構成、顧問：今川泰宏
- 主要人物設計：馬越嘉彦
- 人物設計：松原徳弘
- 屬性設計：深沢幸司
- 總作畫監督：松原德弘、千羽由利子
- 美術監督：小林七郎
- 色彩設計：宮崎亮滋（第1話 - 第12話）→永濱由紀子（第13話 - 第25話）
- 攝影監督：吉田光伸
- 編輯：辺見俊夫
- 音樂：平沢進
- 音響監督：加藤敏
- 選曲：合田豊
- 音響效果：倉橋靜男
- 製作人：中谷敏夫、奥野敏聰
- 動畫製作人：神田修吉
- 製作擔當：井口憲明
- 製作協力：OLM TEAM IGUCHI
- 製作著作：日本電視台、VAP

#### 主題曲
片頭曲「TELL ME WHY」
演唱：PENPALS
片尾曲「Waiting So Long」
演唱：Silver Fins
劇中曲「BERSERK 〜Forces〜」
演唱：平沢進

#### 各話列表
| 話數 | 日文標題 | 英文標題            | 劇本     | 分鏡       | 演出     | 作畫監督   | 播放日期       |
| ---- | -------- | ------------------- | -------- | ---------- | -------- | ---------- | -------------- |
| 1    |          | The Black Swordsman | 冨岡淳廣 | 日高政光   | 鶴卷和哉 | 千羽由利子 | 1997年10月7日  |
| 2    |          | Band Of The Hawk    | 大橋志吉 | 高橋直人   | 阿宮正和 | 谷口守泰   | 1997年10月14日 |
| 3    |          | Baptism of Fire     | 板倉真琴 | 仁賀綠朗   | 大野和壽 | 平山英嗣   | 1997年10月21日 |
| 4    |          | Hand Of God         | 米村正二 | 下司泰弘   | 下司泰弘 | 小泉昇     | 1997年10月28日 |
| 5    |          | Sword of Wind       | 藤田伸三 | 村田和也   | 山口美浩 | 佐久間信一 | 1997年11月4日  |
| 6    |          | Zodd the Immortal   | 冨岡淳廣 | 松村康弘   | 松村康弘 | 渡邊和夫   | 1997年11月11日 |
| 7    |          | The Sword Master    | 大橋志吉 | 阿宮正和   | 阿宮正和 | 千羽由利子 | 1997年11月18日 |
| 8    |          | Conspiracy          | 板倉真琴 | 仁賀綠朗   | 吉川浩司 | 平山英嗣   | 1997年11月25日 |
| 9    |          | Assassination       | 米村正二 | 日色如夏   | 日色如夏 | 飯田宏義   | 1997年12月2日  |
| 10   |          | Nobleman            | 藤田伸三 | 菊池一仁   | 岡崎幸男 | 馬越嘉彥   | 1997年12月9日  |
| 11   |          | Battle Engagement   | 冨岡淳廣 | 岡野ゆきお | 松村康弘 | 渡邊和夫   | 1997年12月16日 |
| 12   |          | Two People          | 大橋志吉 | 阿宮正和   | 阿宮正和 | 千羽由利子 | 1997年12月23日 |
| 13   |          | Suicidal Act        | 板倉真琴 | 井硲清高   | 山口美浩 | 齋藤浩信   | 1998年1月6日   |
| 14   |          | Campfire of Dreams  | 米村正二 | 仁賀綠朗   | 吉川浩司 | 細山正樹   | 1998年1月13日  |
| 15   |          | The Decisive Battle | 藤田伸三 | 石山貴明   | 岡崎幸男 | 馬越嘉彥   | 1998年1月20日  |
| 16   |          | The Conqueror       | 冨岡淳廣 | 日色如夏   | 日色如夏 | 松原徳弘   | 1998年1月27日  |
| 17   |          | Moment of Glory     | 大橋志吉 | 岡野ゆきお | 松村康弘 | 渡邊和夫   | 1998年2月3日   |
| 18   |          | Tombstone of Flames | 板倉真琴 | 井硲清高   | 阿宮正和 | 千羽由利子 | 1998年2月10日  |
| 19   |          | Parting             | 米村正二 | 水谷貴哉   | 山口美浩 | 松原德弘   | 1998年2月17日  |
| 20   |          | The Spark           | 藤田伸三 | 仁賀綠朗   | 吉川浩司 | 平山英嗣   | 1998年2月24日  |
| 21   |          | Confession          | 藤田伸三 | 石山貴明   | 岡崎幸男 | 馬越嘉彥   | 1998年3月3日   |
| 22   |          | The Infiltration    | 板倉真琴 | 仁賀綠朗   | 日色如夏 | 山田俊也   | 1998年3月10日  |
| 23   |          | Eve of the Feast    | 米村正二 | 石山貴明   | 深沢幸司 | 千羽由利子 | 1998年3月17日  |
| 24   |          | Eclipse             | 大橋志吉 | 井硲清高   | 阿宮正和 | 齊藤英子   | 1998年3月24日  |
| 25   |          | Perpetual Time      | 藤田伸三 | 石山貴明   | 高橋直人 | 松原徳弘   | 1998年3月31日  |

#### 播放電視台
| 電視台     | 播放日期                       | 播放時間             | 備註       |
| ---------- | ------------------------------ | -------------------- | ---------- |
| 日本電視台 | 1997年10月7日 - 1998年3月31日  | 星期二 25:45 - 26:15 | 製作電視台 |
| 福岡放送   | 1997年10月22日 - 1998年4月15日 | 星期四 深夜          |            |
| 中京電視台 | 1998年1月6日 - 6月23日         | 星期二 25:25 - 25:55 |            |
| 讀賣電視台 | 1998年4月 - 9月                | 星期六 深夜          |            |

#### Blu-ray / DVD
すべてバップから發售。其他商品還有LD版、VHS版。
- 動畫 剣風伝奇ベルセルク限定DVDBOX （バップ） 2001年3月20日
  - 預約特典、豪華特製小冊子
- 動畫 剣風伝奇ベルセルク （バップ） 2003年
  - 全7卷。他にはレンタル用のプロモーション0巻

### 劇場版動畫

#### 概要
2010年公開製作新版動畫的消息。作為《Berserk Saga Project》的第1作，漫畫原作「黃金時代」篇將被製作成3部劇場動畫，由STUDIO 4℃製作。

##### 黃金時代篇I 霸王之卵
首作《烙印勇士 黃金時代篇I 霸王之卵》於2012年2月4日在日本當地上映
宣傳口號為：（我們的牽絆、任誰都不能斬斷。）。

##### 黃金時代篇II 多爾多雷攻略戰
電影第2作。2012年6月23日公開上映。
宣傳口號為：（臨別之時、命運。）。日本電影分級為PG12。
第2作只在全國（日本）93個電影院小規模公開上映，在2012年6月23、24日兩日間的票房為2,775萬6,900日元。

##### 黃金時代篇III 降臨
3部作的完結篇。2013年2月1日公開上映。
宣傳口號為：。日本藍光影牒分級為R18+(一刀未剪完整版)，公映版爲R15+(院線修剪版)，

##### 黃金時代篇 MEMORIAL EDITION
由3部作重新剪輯的電視動畫版《烙印勇士 黃金時代篇 MEMORIAL EDITION》預定於2022年10月播放。

#### 製作人員
- 導演：窪岡俊之
- 劇本：大河內一樓
- 人物設定・總作畫監督：恩田尚之
- 動畫導演：岩瀧智（日语：岩瀧智）
- 美術監督：竹田悠介、中村豪希
- 美術設定：有田滿弘
- 世界觀監修：岩尾賢一
- 音樂：鷺巢詩郎
- 主題曲：「Aria」　作詞・作曲　平澤進
- 西洋劍術指導：Jay Noyes
- 動畫製作：STUDIO 4℃

#### 聲音演出
鷹之團
- 格斯 - 岩永洋昭 /井之上潤(少年)
- 格里弗斯 - 櫻井孝宏
- 卡思嘉 - 行成とあ
- 捷度 - 梶裕貴
- 比賓 - 藤原貴弘
- 哥爾卡斯 - 松本ヨシロウ
- 加斯頓 - 矢尾一樹
- 里基特 - 寿美菜子

其他
- 尤里斯/阿當 - 小山力也
- 左德 - 三宅健太
- 莎爾露特 - 豊崎愛生
- バズーソ - 小林劍道

#### 主題曲(劇場版)
「Aria」
作詞、作曲、編曲、主唱 - 平澤進
《烙印勇士 黃金時代篇I 霸王之卵》主題曲「ウツクシキモノ」
作詞、主唱：AI ，作曲：Rykeyz、Redd Styiez
《烙印勇士 黃金時代篇III 降臨》主題曲「breakthrough」
作詞、作曲、主唱：川畑要，作詞：田中秀典，作曲：UTA ，編曲：鷺巣詩郎、挾間美帆、CHOKKAKU

#### 主題曲(MEMORIAL EDITION)
「Wish」（第1話 - 第7話、第10話 - 第12話）
作詞、主唱：中島美嘉，作曲：PENGUINS、Itsuka、Tatsumi Goda、Gakushi Ogi、MiRai、Ryo Ito，編曲：トオミヨウ
「Mirage with Shiro SAGISU」（第8話）
作詞、主唱：中島美嘉，作曲、編曲：鷺巣詩郎

### 電視動畫第2作
於2016年重製電視動畫，共24集。

#### 製作人員
- 原作、總監修：三浦建太郎
- 監督：板垣伸
- 系列構成：深見真、山下卓（協力）
- 人物設計、主動畫師：阿部恒
- 美術監督：伊藤弘
- 美術設定：倉奈緒美（草薙）
- 色彩設計：羽毛田信一郎、山上愛子
- CG指導：佐藤敦、江川久志
- 技術指導：水橋啓太
- 視覺指導：篠崎亨
- 編輯：田村由利
- 監督助手：田邊慎吾
- 攝影監督：吉田光伸
- 音響監督：岩浪美和
- 音響效果：小山恭正
- 音樂：鷺巢詩郎
- 音樂製作：NBC環球娛樂
- 執行製作人：島田明、鎌形英一、臼井久人、松浦裕曉、鯉沼久史、丸山博雄、片桐大輔、濱田直樹
- 製作人：山田茂樹、竹内宏彰、蛭川幸太郎、黒須禮央、川合大、前田俊博、遠藤裕、細田成樹
- 動畫製作人：工樂英樹、白石直子、里見哲朗
- 製片人：飯島哲（CG）、播摩優
- 製作：LIDENFILMS
- 動畫製作：GEMBA（CG）、Millepensee
- 製作：烙印勇士製作委員會（白泉社、LUCENT PICTURES ENTERTAINMENT、NBC環球娛樂、ULTRA SUPER PICTURES、光榮特庫摩、MBS、WOWOW、DOCOMO動畫商城）

#### 主題曲
片頭曲
（第1話－第12話）
作詞：菅原卓郎，作曲：瀧善充，主唱：9mm Parabellum Bullet
（第13話－）
作詞：菅原卓郎，作曲：瀧善充，主唱：9mm Parabellum Bullet
片尾曲
（第1話－第11話）
作詞、主唱：やなぎなぎ，作曲：鷺巢詩郎，編曲：CHOKKAKU、鷺巢詩郎
第8話、第9話為英文主唱唱版。
「Ash Crow」（第12話）
作詞、作曲、編曲、主唱：平澤進
（第13話－）
作詞：やなぎなぎ，作曲、編曲：（Clammbon），主唱：南條愛乃  feat.やなぎなぎ
劇中曲
（第1季、第2季）
作曲、編曲、主唱：平澤進
「Ash Crow」（第2季）
作詞、作曲、編曲、主唱：平澤進

#### 各話列表
| 話數  | 日文標題 | 中文標題         | 劇本     | 分鏡                        | CG演出                            |
| 第1季 | 第1季    | 第1季            | 第1季    | 第1季                       | 第1季                             |
| ----- | -------- | ---------------- | -------- | --------------------------- | --------------------------------- |
| 1     |          | 斬龍大劍         | 深見真   | 板垣伸                      | 佐藤敦                            |
| 2     |          | 聖鐵鎖騎士團     | 深見真   | 板垣伸 市川量也（domerica） | 江川久志                          |
| 3     |          | 奇蹟之夜         | 深見真   | 板垣伸                      | 江川久志                          |
| 4     |          | 啟示             | 深見真   | 川村賢一                    | 江川久志                          |
| 5     |          | 斷罪之塔         | 深見真   | 板垣伸                      | 佐藤敦                            |
| 6     |          | 火刑的夜宴       | 山下卓   | 板垣伸                      | 佐藤敦                            |
| 7     |          | 黑魔女           | 深見真   | 板垣伸                      | 鶴岡耕次郎（Lapiz）               |
| 8     |          | 魔窟的再會       | 深見真   | 板垣伸                      | 中野哲也                          |
| 9     |          | 亡者的血流       | 山下卓   | 板垣伸                      | 江川久志                          |
| 10    |          | 地獄天使         | 山下卓   | 板垣伸                      | 江川久志                          |
| 11    |          | 伊甸亞之影       | 深見真   | 板垣伸 市川量也             | 中野哲也 佐藤敦                   |
| 12    |          | 依賴者、掙扎者   | 深見真   | 板垣伸                      | 江川久志 鶴岡耕次郎（Lapiz）      |
| 第2季 |          |                  |          |                             |                                   |
| 13    |          | 綻放的世界       | 深見真   | 板垣伸                      | 江川久志                          |
| 14    |          | 冬日旅途         | 深見真   | 板垣伸                      | 江川久志                          |
| 15    |          | 飛劍的戰旗       | 山下卓   | 板垣伸                      | 江川久志                          |
| 16    |          | 獸鬼之森         | 山下卓   | 板垣伸                      | 龜山勇一                          |
| 17    |          | 史爾基的加入     | 深見真   | 板垣伸                      | 江川久志                          |
| 18    |          | 與群魔的殊死決鬥 | 深見真   | 板垣伸                      | 江川久志 田邊慎吾（作畫部分演出） |
| 19    |          | 祈禱的奧義       | 深見真   | 板垣伸                      | 佐藤誠 田邊慎吾（作畫部分演出）   |
| 20    |          | 克里科特之污濁   | ケンゼン | 板垣伸                      | 佐藤誠 田邊慎吾（作畫部分演出）   |
| 21    |          | 狂戰士的甲胄     | 山下卓   | 板垣伸                      | 田辺慎吾（作画部分演出）          |
| 21.5  |          | 魔女的追憶       | -        | -                           | -                                 |
| 22    |          | 炎之啟程         | 山下卓   | 板垣伸                      | 田辺慎吾（作画部分演出）          |
| 23    |          | 被告知的預兆     | 山下卓   | 板垣伸                      | 田辺慎吾（作画部分演出）          |
| 24    |          | 人類都市         | 深見真   | 板垣伸                      | 田辺慎吾（作画部分演出）          |

#### 播放電視台
日本深夜動畫：下文記載的日本国内播放時間使用日本標準時間（UTC+9）表示。因為部分時間标识會採用30小时制，因此請留意这类超过24:00的时间，其實際播放時間為翌日清晨。
| 播放地區   | 播放電視台     | 播放日期              | 播放時間                  | 備註                                               |
| 第1季      | 第1季          | 第1季                 | 第1季                     | 第1季                                              |
| ---------- | -------------- | --------------------- | ------------------------- | -------------------------------------------------- |
| 日本全國   | WOWOW Premiere | 2016年7月1日－9月16日 | 星期五 22時30分－23時00分 | 製作局 / BS/CS播放 『Anime Premiere』節目 / 有重播 |
| 關東廣域圈 | TBS電視台      | 2016年7月8日－        | 星期五 26時25分－26時55分 |                                                    |
| 近畿廣域圈 | MBS電視台      | 2016年7月8日－        | 星期五 26時40分－27時10分 | 製作局                                             |
| 中京廣域圈 | CBC電視台      | 2016年7月8日－        | 星期五 27時16分－27時46分 |                                                    |
| 日本全國   | BS-TBS         | 2016年7月9日－        | 星期六 24時30分－25時00分 | BS播放                                             |

#### BD
| 卷數   | 發售日期       | 收錄話數       | 規格編號  |
| 第一季 | 第一季         | 第一季         | 第一季    |
| ------ | -------------- | -------------- | --------- |
| 1      | 2016年10月28日 | 第1話－第6話   | GNXA-1861 |
| 2      | 2016年12月21日 | 第7話－第12話  | GNXA-1862 |
| 第二季 |                |                |           |
| 3      | 2017年7月21日  | 第13話－第18話 | GNXA-1863 |
| 4      | 2017年9月21日  | 第19話－第24話 | GNXA-1864 |